# 1936
1936 (MCMXXXVI) byl rok, který dle gregoriánského kalendáře započal středou.

## Události
Automatický abecedně řazený seznam viz Kategorie:Události roku 1936
Československo
- 29. února – Při srážce auta a dvou tramvají na Fochově třídě u Národního muzea v Praze zahynul známý lékař Josef Rejsek a dalších 32 lidí se zranilo
- 11.–14. dubna – VII. sjezd KSČ
- 26. května – 31 školních dětí z Rakvic utonulo na přívozu na řece Dyji.
- srpen – Poprvé zachycen TV signál na území Československa (přenos z Letních olympijských her Berlíně) a to profesorem Färberem na Děčínském Sněžníku.
- 9. srpna – V Ústí nad Labem byl otevřen Most Dr. Edvarda Beneše.
- 23. října – Vznikla Stráž obrany státu.

Svět
- 6.–16. února – V německém Garmisch-Partenkirchenu proběhly IV. zimní olympijské hry.
- 26.–29. února – V Japonsku proběhl pokus o puč, tzv. Incident 26. února
- 1. března – Po 5 letech byla dokončena výstavba Hooverovy přehrady na řece Colorado v USA.
- 7. března – Německo vypovědělo Locarnskou smlouvu a obsadilo demilitarizované území Porýní.
- 19. dubna – Začalo Arabské povstání v Palestině
- 9. května – Itálie anektovala Etiopii po Druhé italsko-etiopské válce
- 11. července – Německo s Rakouskem uzavřelo smlouvu Juliabkommen. Německo uznalo rakouskou suverenitu a Rakousko propustilo vězněné nacisty a začalo zahraniční politiku orientovat na Německo.
- 17. července – Povstáním ve Španělském Maroku začala Španělská občanská válka.
- 20. července – Byla uzavřena Konvence z Montreux o proplouvání válečných lodí úžinami Bospor a Dardanely.
- 21. července – 27. září – Obležení Alcázaru během Španělské občanské války.
- 1.–16. srpna – Berlín hostil XI. letní olympijské hry.
- 4. září – Britská pilotka Beryl Markham jako první žena překonala Atlantský oceán při sólovém letu z východu na západ.
- 4. října – Bitva o Cable Street v Londýně
- 25. října – Vznik Osy Berlín–Řím
- 25. listopadu – Německo a Japonsko uzavřelo v Berlíně Pakt proti Kominterně.
- 30. listopadu – V Londýně shořel Křišťálový palác.
- 5. prosince – přijata nová – tzv. Stalinská – ústava SSSR, jedna z nejpokrokovějších té doby (prakticky se ovšem nedodržovala). Mimo jiné konstatovala vítězství socialismu v zemi. Zanikla tím i Zakavkazská sovětská federativní socialistická republika, z níž vznikly tři nové svazové republiky.
- 11. prosince – britský král Eduard VIII. abdikoval.
- 12. prosince – Sianský incident v Číně
- Guatemala, Honduras a Nikaragua vystoupily ze Společnosti národů.

## Vědy a umění
- 5. února – Premiéra filmu Charlie Chaplina Moderní doba
- 10. června – Americká spisovatelka Margaret Mitchellová vydala román Jih proti Severu.
- 7. září – V zoologické zahradě v tasmánském Hobartu uhynul poslední známý exemplář vakovlka.
- 2. listopadu – Bylo zahájeno pravidelného vysílání televize (BBC One) na světě, Británie.
- 6. listopadu – Poslední Rachmaninova Symfonie č.3 a-moll má premiéru ve Filadelfii pod taktovkou Leopolda Stokowského
- 23. listopadu – Bluesová legenda Robert Johnson natočil svou první nahrávku ve studiu v San Antoniu
- Carl D. Anderson objevil miony (nestabilní elementární částice).
- Vznik Skupiny Ra
- Vynález polarizovaných brýlí

## Nobelova cena
- Nobelova cena za fyziku – Victor Franz Hess za objev kosmického záření a Carl David Anderson za objev pozitronu
- Nobelova cena za fyziologii a lékařství – Henry Hallett Dale a Otto Loewi za objevy týkající se chemických procesů při přenosu nervových impulzů
- Nobelova cena za chemii – Peter Debye za práci na molekulární struktuře výzkumem dipólového momentu a difrakce rentgenových paprsků a elektronů v plynech
- Nobelova cena za literaturu – Eugene O'Neill
- Nobelova cena za mír – Carlos Saavedra Lamas

## Oscar
- ze nejlepší režii: Frank Capra za film Úžasná událost v originále Mr. Deeds goes to town
- za nejlepší výpravu: Richard Day za film Továrník Dodsworth v originále Dodsworth
- ze nejlepší píseň: Jerome Kern, Dorothy Fieldsová za film Svět valčíků v originále Svět valčíků

## Narození
Automatický abecedně řazený seznam viz Kategorie:Narození v roce 1936

### Česko

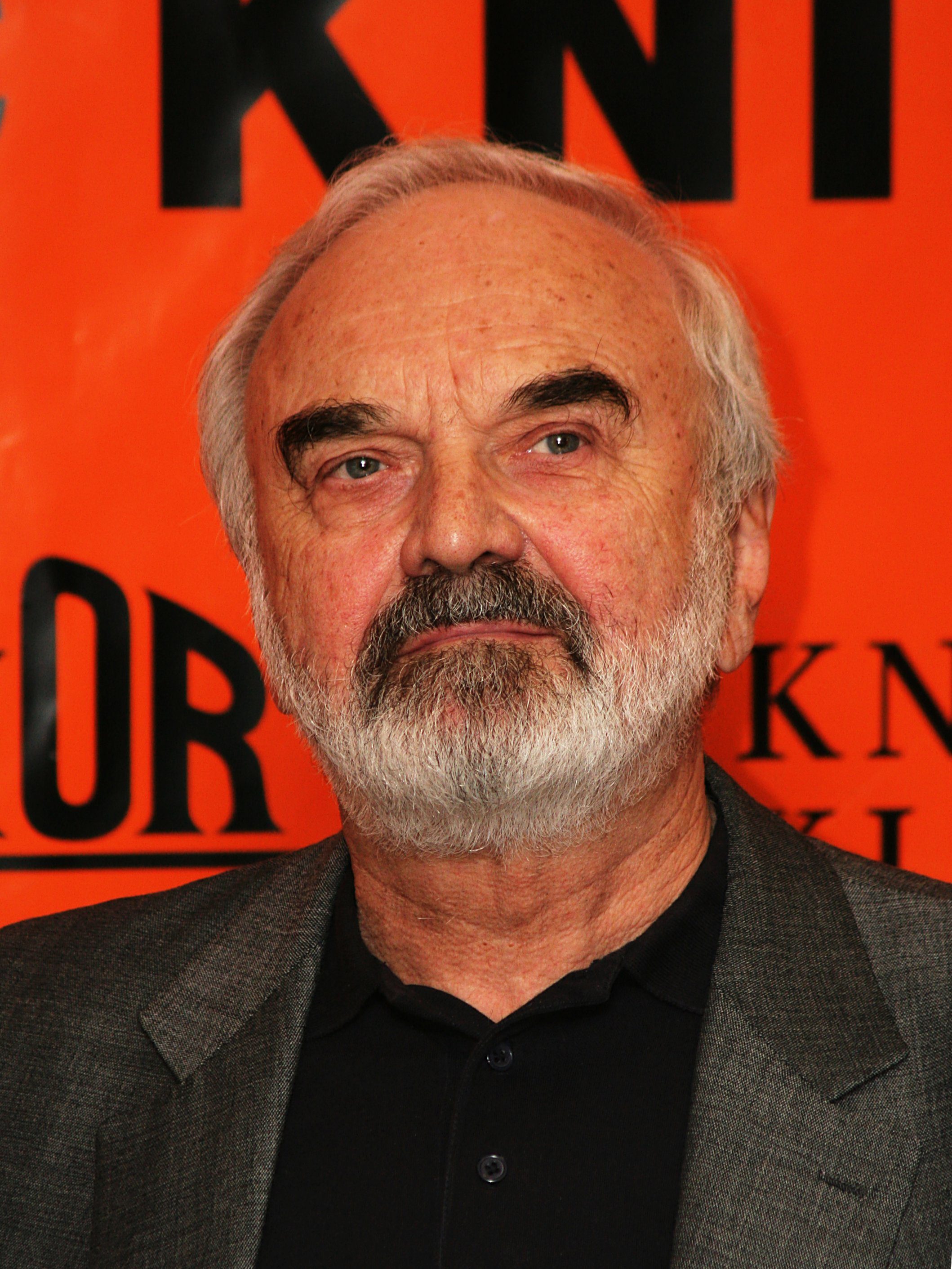
Zdeněk Svěrák (* 28. března)

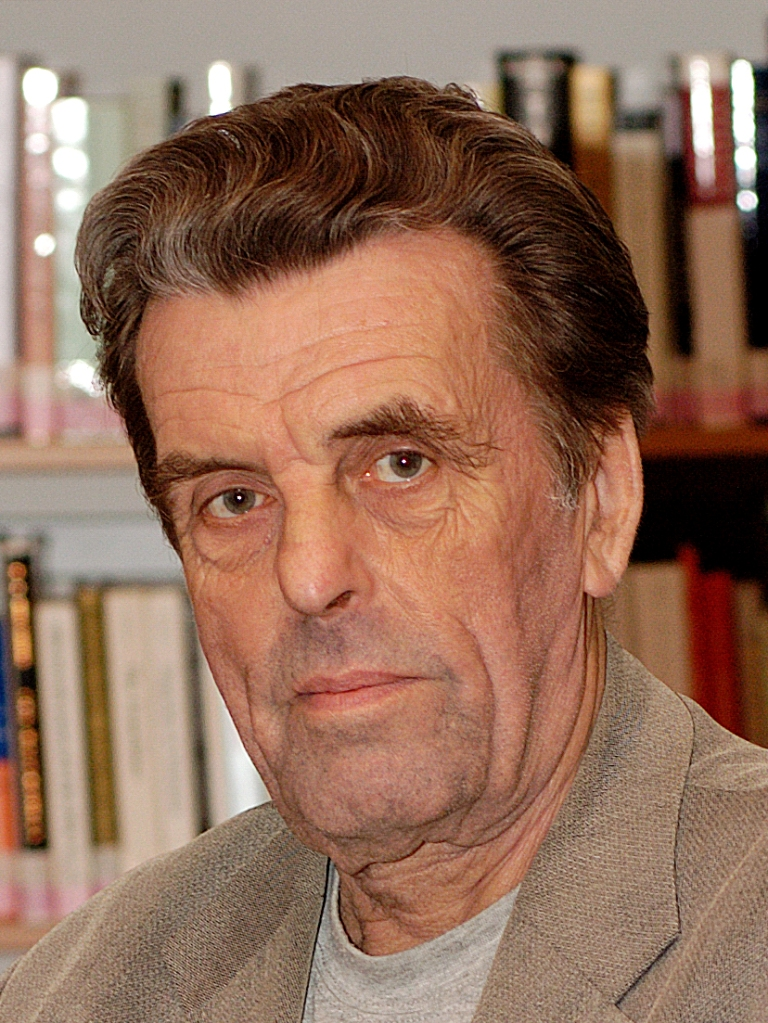
Jan Sokol (* 18. dubna)

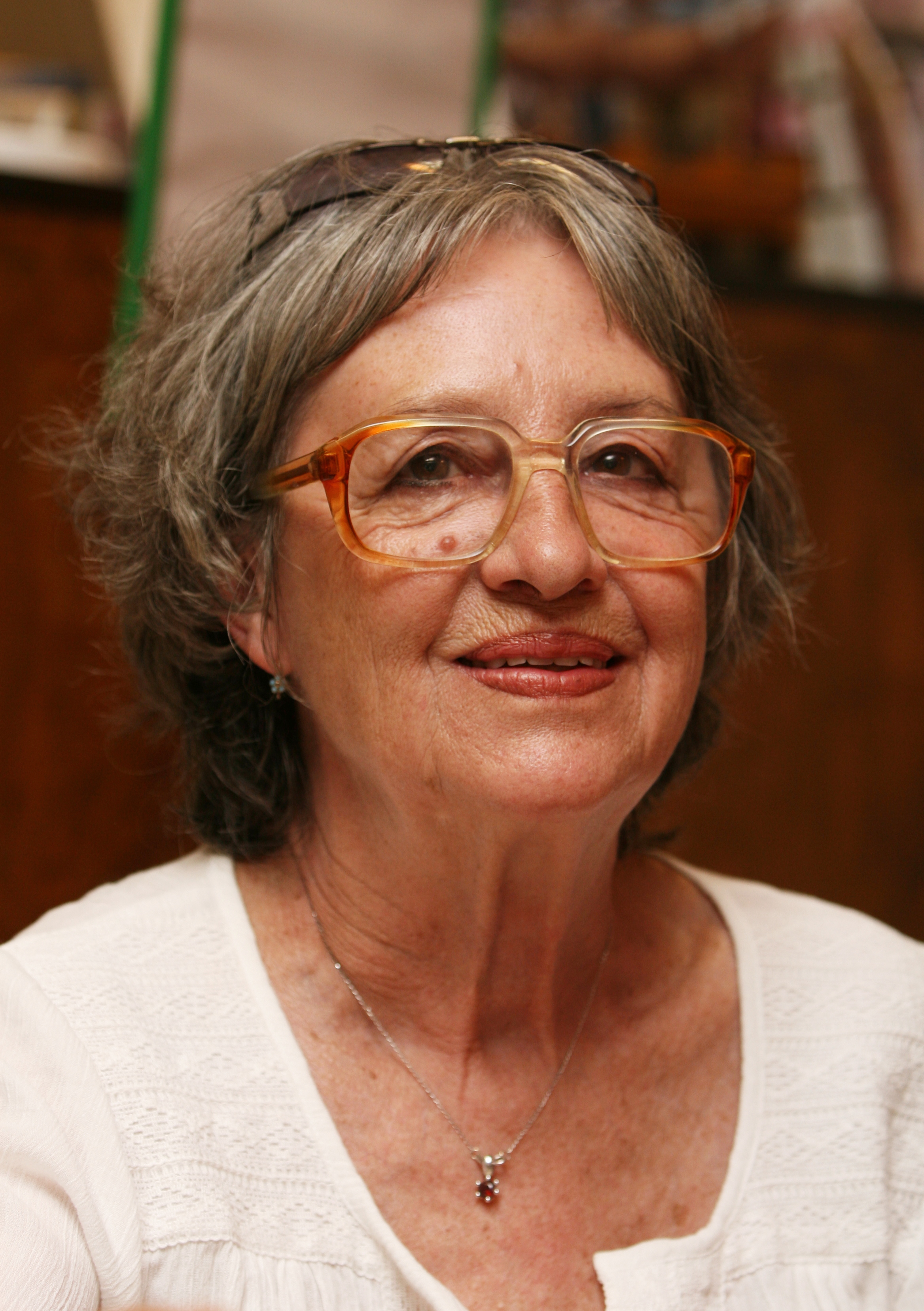
Nina Divíšková (* 12. července)

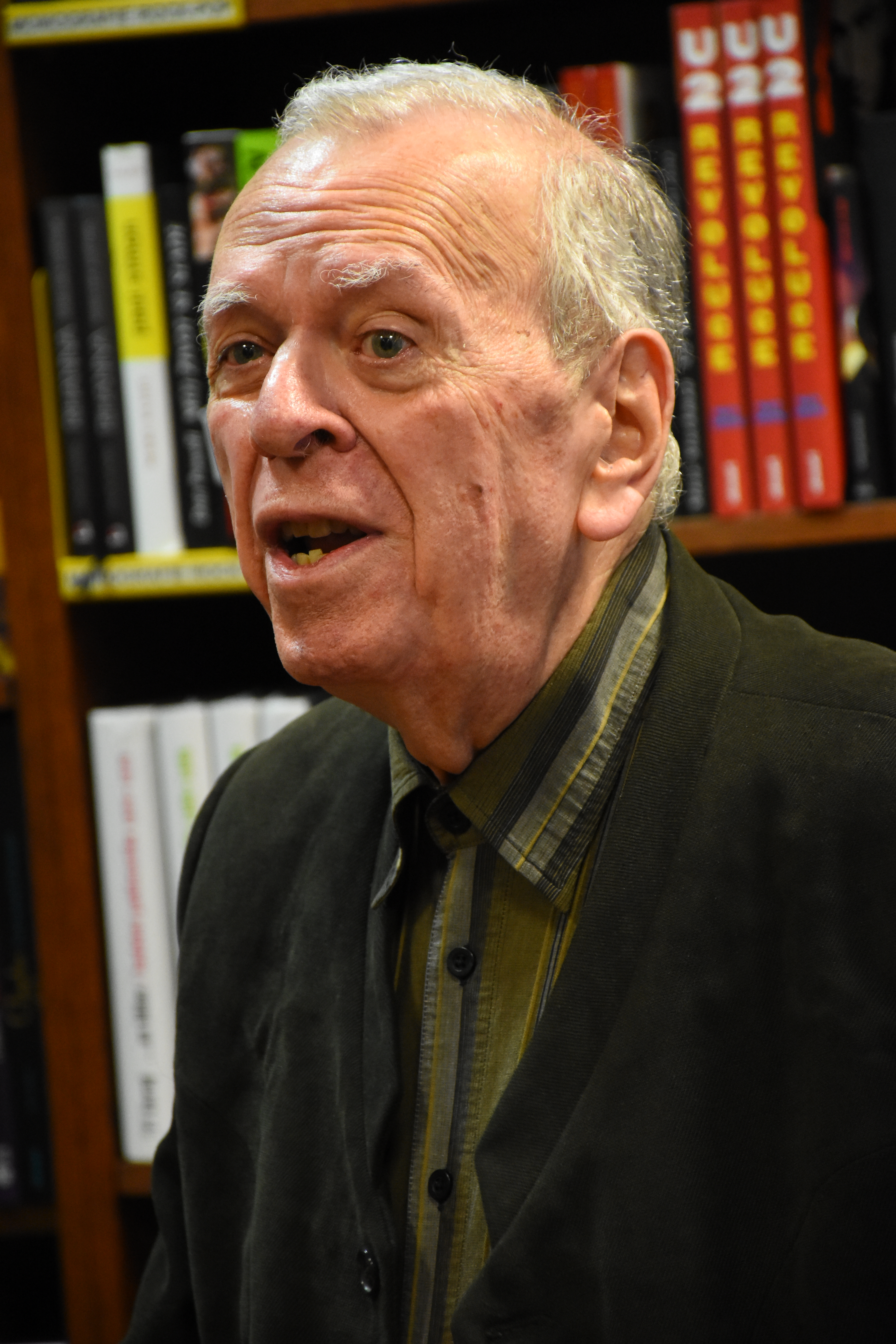
Milan Uhde (* 28. července)

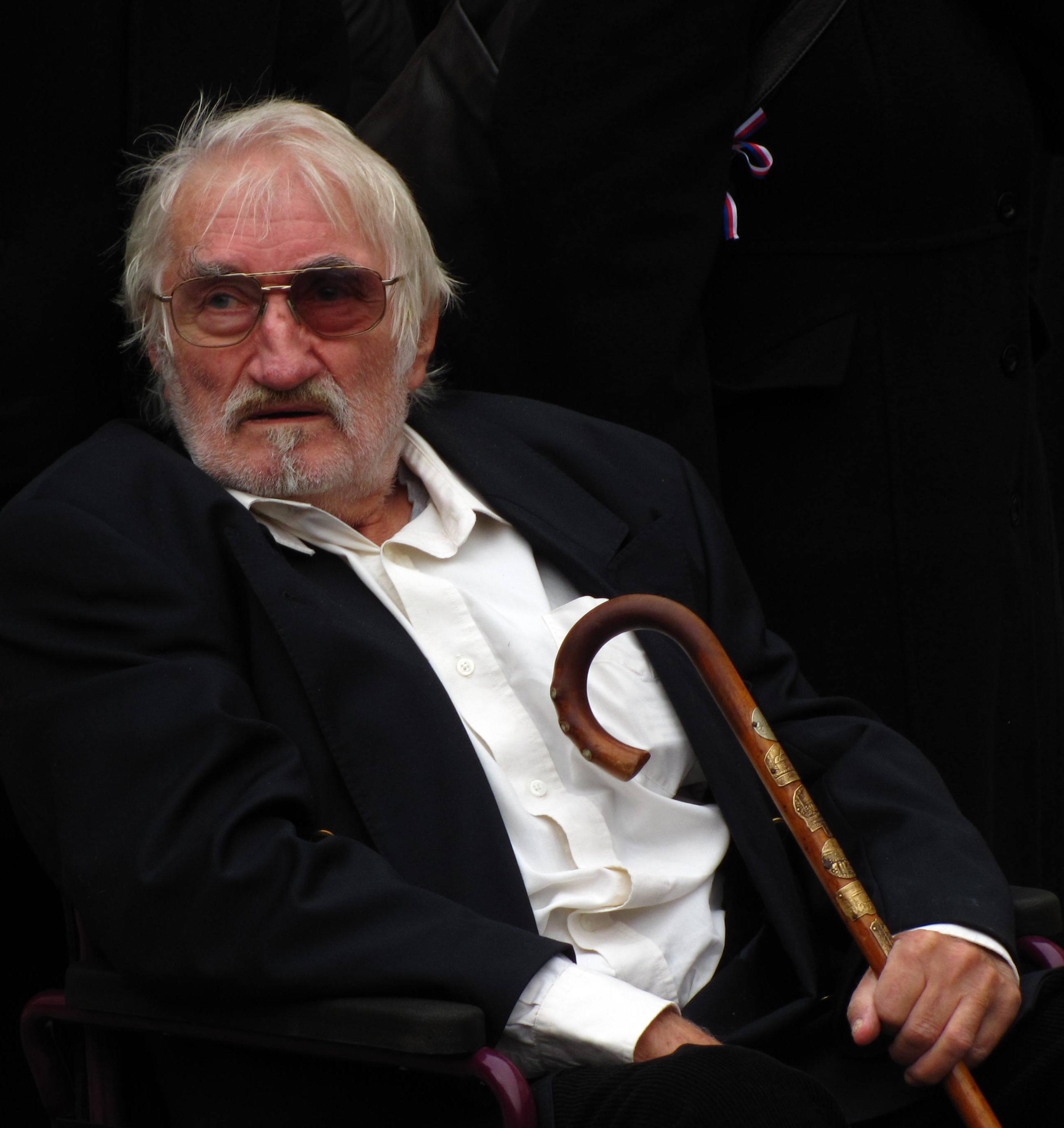
Pavel Landovský (* 11. září)

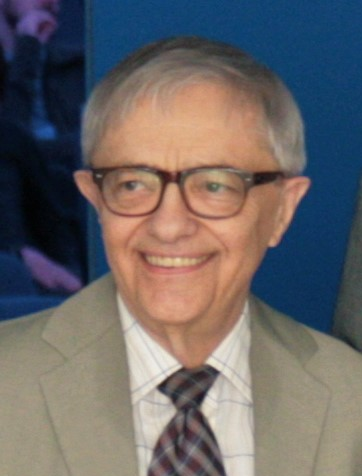
Miloň Čepelka (* 23. září)

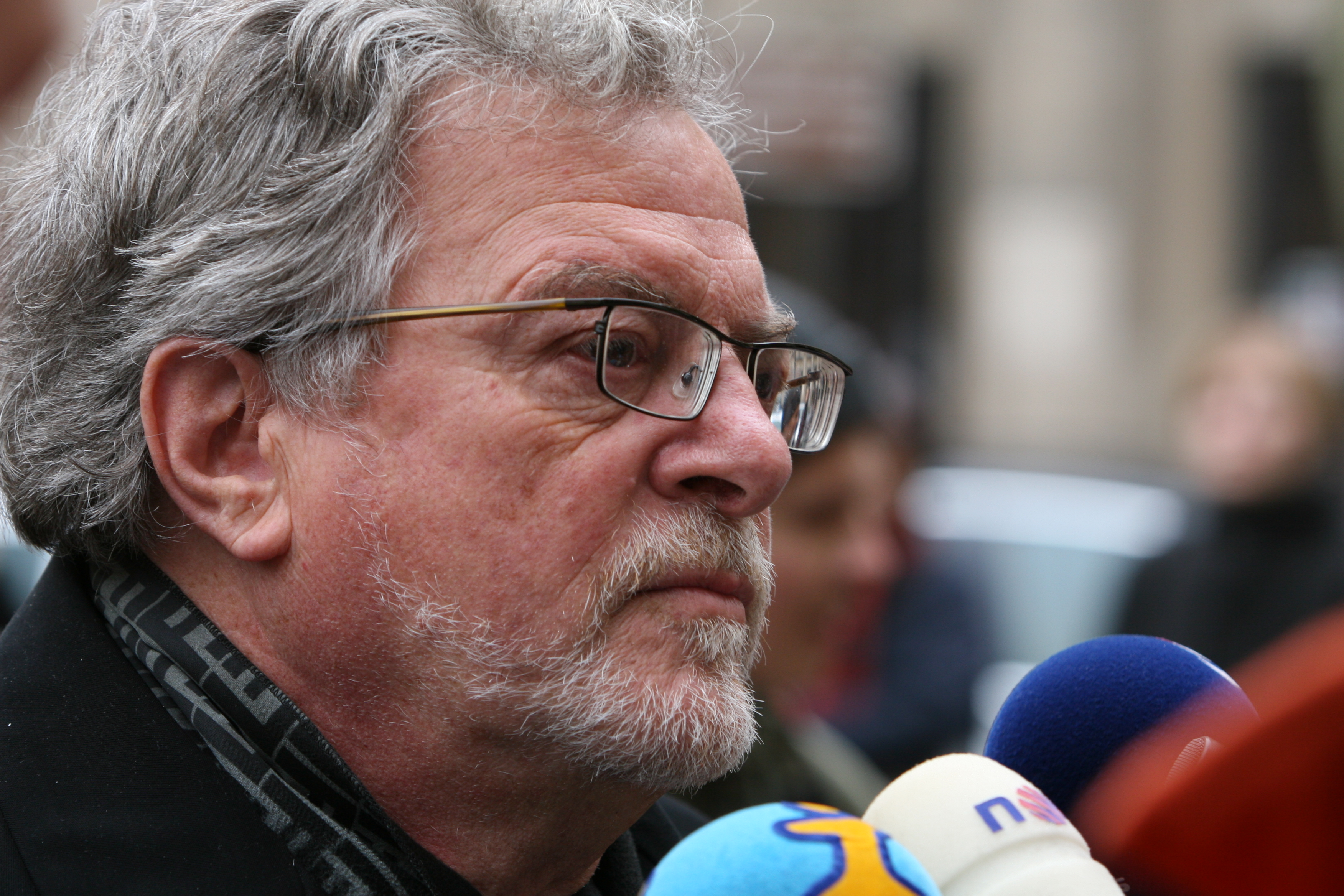
Jan Kačer (* 3. října)

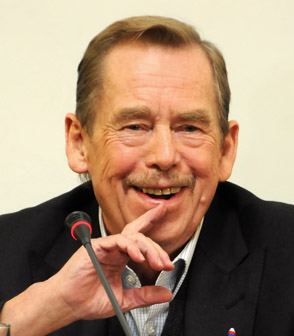
Václav Havel (* 5. října)

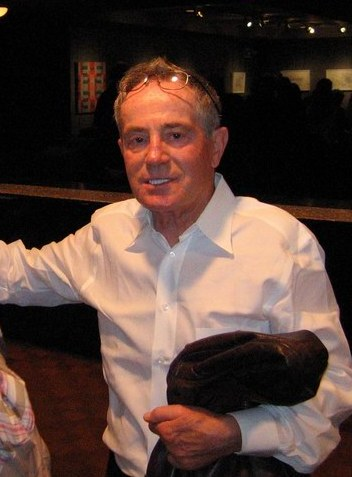
Jan Tříska (* 4. listopadu)

- 02. ledna – Svatopluk Košvanec, jazzový pozounista († 28. května 2013)
- 08. ledna – Zdeněk Mácal, dirigent († 25. října 2023)
- 16. ledna – Josef Nálepa, umělec a sportovec medailér, kreslíř, sochař († 13. června 2012)
- 19. ledna – Bořivoj Penc, herec († 26. června 2018)
- 23. ledna
  - František Čuba, agronom, předseda JZD Slušovice, senátor († 28. června 2019)
  - Josef Marek, lékař († 22. října 2019)
- 29. ledna – Jarmila Hásková, historička († 19. prosince 2007)
- 30. ledna – Ladislav Falta, stříbro na OH 1972 ve sportovní střelbě († 18. prosince 2021)
- 12. února – Arnošt Parsch, hudební skladatel († 19. září 2013)
- 16. února – Petr Růžička, hudební skladatel († 31. července 2007)
- 20. února – Miloslava Knappová, jazykovědkyně
- 25. února
  - Jiří Černý, hudební kritik († 17. srpna 2023)
  - Bohumil Palek, lingvista, semiotik a překladatel († 26. srpna 2022)
- 26. února – Vojtěch Mastný, česko-americký historik
- 29. února – Jiří Černý, romanista
- 01. března – Václav Sloup, herec († 19. července 2014)
- 02. března – John Tusa, česko-britský historik, novinář a administrátor umění
- 09. března – František Vízner, umělec, sklářský výtvarník a designér († 1. července 2011)
- 14. března – Ivo Bláha, hudební skladatel († 27. listopadu 2023)
- 15. března – Paul Fierlinger, tvůrce animovaných filmů a dokumentů
- 16. března – Miroslav Kučera, kriminalista a spisovatel
- 26. března – Jan Beneš, spisovatel, překladatel, publicista a scenárista († 1. června 2007)
- 28. března – Zdeněk Svěrák, dramatik, scenárista, herec a textař
- 29. března – Karel Pacner, publicista, žurnalista a spisovatel († 7. dubna 2021)
- 31. března – Jana Rybářová, herečka († 11. února 1957)
- 04. dubna – Ivo Odehnal, spisovatel a básník
- 05. dubna – Jiří Šimon, atletický trenér, vysokoškolský pedagog a spisovatel († 9. prosince 2008)
- 06. dubna – Jan Melichar, brněnský architekt
- 07. dubna – Vilém Mandlík, sprinter a ligový fotbalista († 6. října 2023)
- 12. dubna – Jan Faltýnek, herec, šansoniér a bavič († 12. prosince 1995)
- 18. dubna
  - Miroslav Koníček, reprezentant Československa ve veslování, bronzový na OH
  - Jan Sokol, filozof, překladatel, vysokoškolský pedagog a politik († 16. února 2021)
- 21. dubna – Antonín Novák, houslista († 10. prosince 2008)
- 22. dubna – Jiří Šíma, geodet
- 24. dubna – Václav Pavkovič, reprezentant Československa ve veslování, bronzový na OH († 17. listopadu 2019)
- 25. dubna – Terezie Fučíková, spoluzakladatelka československé klinické imunologie
- 01. května – Zdeněk Trojan, vysokoškolský pedagog a politik († 19. ledna 2025)
- 08. května – Marta Boháčová, operní pěvkyně († 12. srpna 2014)
- 12. května – Dobrava Moldanová, profesorka dějin české literatury
- 15. května – Milan Kymlička, hudební skladatel († 10. října 2008)
- 17. května – Stanislav Neveselý, hokejista a trenér († 24. července 2023)
- 18. května – Alena Wagnerová, česko-německá spisovatelka a publicistka
- 19. května
  - Rudolf Němec, malíř, grafik, básník a sochař († 12. března 2015)
  - Andrej Kvašňák, fotbalový reprezentant († 18. dubna 2007)
- 23. května
  - Josef Fronek, anglista, bohemista a lexikograf
  - Milan Hejný, český a slovenský matematik
- 24. května – František Husák, herec († 8. listopadu 1991)
- 31. května – Jiří Kuběna, historik umění, básník a spisovatel († 10. srpna 2017)
- 02. června
  - Karel Hořínek, sochař a restaurátor († 12. dubna 2021)
  - Miroslav Khol, fotograf
- 03. června – Zdeněk Zahradník, hudební skladatel, hudební režisér, dramaturg a pedagog
- 06. června – Pavel Švanda, spisovatel a novinář
- 09. června – Rastislav Michal, malíř, grafik a ilustrátor († 28. října 2022)
- 10. června – Aglaia Morávková, herečka
- 13. června – Helena Růžičková, herečka († 4. ledna 2004)
- 14. června – Jan Schmid, herec, režisér, kulturní publicista, textař a výtvarník († 3. června 2024)
- 15. června – Marie Rút Křížková, literární historička († 4. prosince 2020)
- 19. června – Jaroslav Suchánek, sportovní novinář
- 23. června – František Králík, malíř a grafik († 28. prosince 2021)
- 26. června – Tomáš Pospíchal, fotbalový reprezentant († 21. října 2003)
- 01. července – Jana Štroblová, básnířka, prozaička, esejistka
- 02. července – Marie Švirgová, moravská folkloristka a malérečka († 15. prosince 2022)
- 11. července – Hana Doskočilová, spisovatelka († 7. února 2019)
- 12. července
  - Nina Divíšková, herečka († 21. června 2021)
  - Jan Němec, filmový režisér, producent a vysokoškolský pedagog († 18. března 2016)
- 19. července – Ivan Saxl, matematik a fyzik († 23. prosince 2009)
- 22. července – Jaroslav Čejka, tanečník a herec-mim († 11. října 2022)
- 28. července – Milan Uhde, spisovatel, dramatik, scenárista a politik
- 09. srpna – Edvard Outrata, politik, předseda Českého statistického úřadu, senátor
- 14. srpna – Vojtěch Mareš, házenkář († 16. července 2025)
- 18. srpna – Václav Zelený, botanik († 3. listopadu 2020)
- 19. srpna – Hana Purkrábková, keramička a sochařka († 14. ledna 2019)
- 01. září
  - Antonín Holý, chemik († 16. července 2012)
  - Jaroslava Potměšilová, varhanice († 23. února 2024)
- 08. září – Zdeněk Pulec, trombonista, zpěvák a hudební pedagog († 12. června 2010)
- 11. září
  - Pavel Landovský, herec a dramatik († 10. října 2014)
  - Stanislav Kaczmarczyk, evangelický kazatel a spisovatel († 26. dubna 2021)
- 12. září – Oswald Demuth, matematik († 15. září 1988)
- 14. září – Jiří Anderle, akademický malíř a grafik
- 22. září – Jiří Žalud, tanečník – baletní sólista
- 23. září – Miloň Čepelka, básník, prozaik, textař, herec
- 27. září – Václav Král, automobilový designér, konstruktér a závodník († 26. října 2005)
- 29. září
  - Jan Galandauer, historik
  - Oldřich Uličný, jazykovědec, bohemista a překladatel
- 03. října – Jan Kačer, herec a režisér († 24. května 2024)
- 04. října – Jiří Karel, archeolog a historik († 8. května 2023)
- 05. října – Václav Havel, prezident České republiky, dramatik († 18. prosince 2011)
- 07. října – František Oldřich Kinský, člen větve rodu Kinských žijící v Argentině († 2. dubna 2009)
- 15. října – Miloslav Petrusek, sociolog, prorektor Univerzity Karlovy († 19. srpna 2012)
- 16. října – Karel Vítek starší, herec
- 17. října – Vladimír Šuman, herec, choreograf a politik
- 18. října – Slavomil Vencl, archeolog († 23. června 2019)
- 27. října – Milan Jirásek, lékař, předseda Českého olympijského výboru
- 31. října – Pavel Šváb, grafik a typograf, hudebník, zpěvák a divadelník († 2010)
- 04. listopadu – Jan Tříska, česko-americký herec († 25. září 2017)
- 09. listopadu – Leo Vaniš, výtvarný umělec († 2005)
- 13. listopadu – Ludmila Švédová, sportovní gymnastka, stříbrná medaile z OH 1960 († 10. února 2018)
- 19. listopadu – Stanislav Příhoda, pedagog a malíř
- 20. listopadu – Lydie Roskovcová, fyzička, synodní kurátorka Českobratrské církve evangelické
- 26. listopadu – Ladislav Gerle, ministr československých vlád († 25. ledna 2015)
- 28. listopadu
  - Jan Hendrych, sochař, malíř, restaurátor, kurátor a pedagog
  - Libuše Hlubučková, šperkařka, sochařka a středoškolská pedagožka († 2. listopadu 2022)
  - Jana Nechutová, filoložka, překladatelka a vysokoškolská pedagožka
- 29. listopadu – Petr Brauner, architekt
- 30. listopadu – Stanislav Fischer, astrofyzik a politik
- 04. prosince – Karel Pauzer, sochař, keramik, grafik a restaurátor
- 05. prosince – Leoš Chládek, horolezec a expediční lékař
- 06. prosince – Bedřich Havlík, violoncellista a pedagog († 4. července 2001)
- 07. prosince – Jiří Žák, herec a textař († 4. července 2009)
- 16. prosince – Jaroslav Chundela, divadelní a operní režisér a herec († 21. června 1995)
- 27. prosince – Eduard Hrubeš, konferenciér, hudebník, scenárista a režisér († 22. srpna 2021)
- 28. prosince – Otakar Fuka, filmový scenárista, režisér a pedagog († 22. února 2012)
- 31. prosince – Eva Randová, operní pěvkyně, mezzosopraniska

### Svět

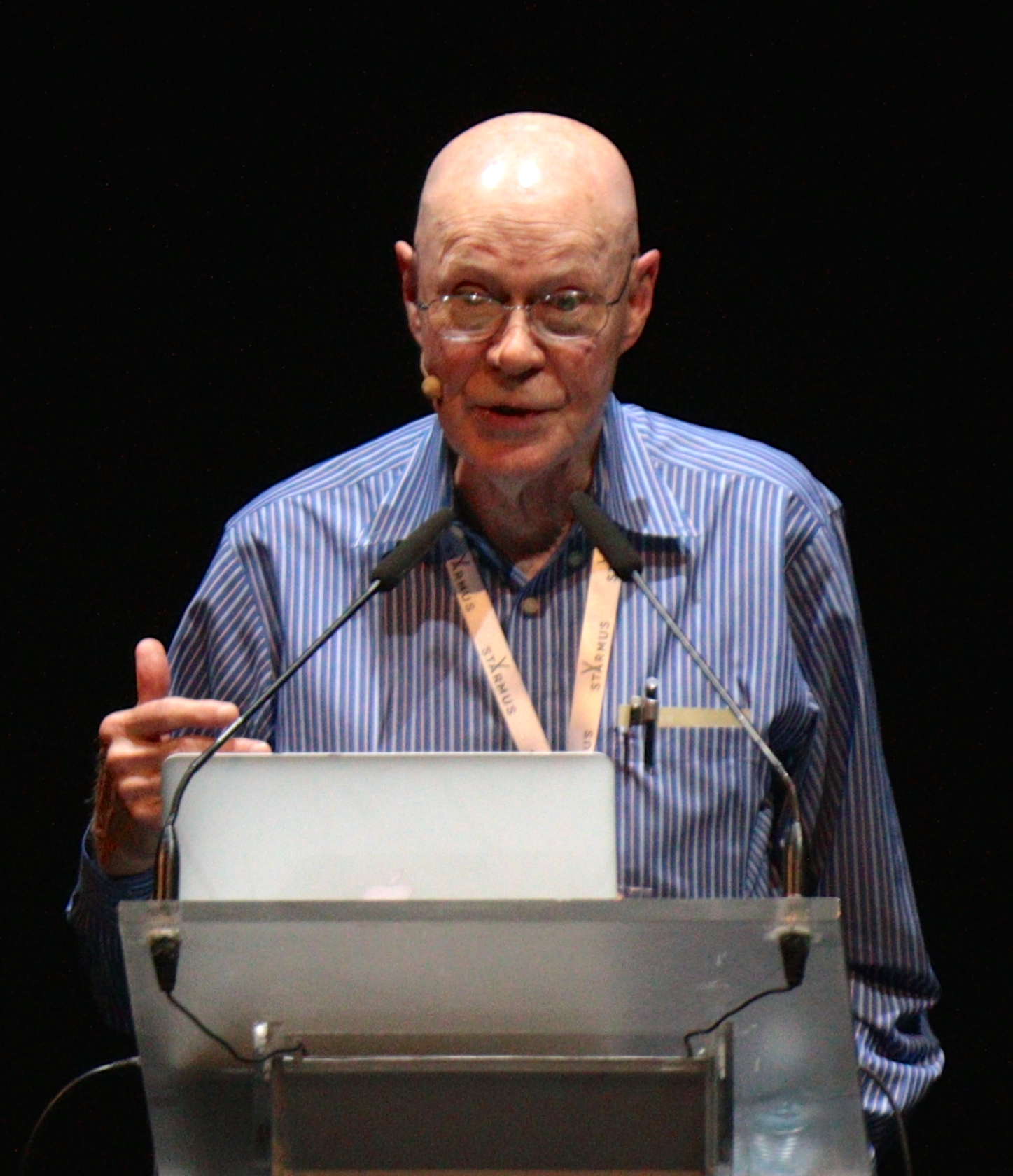
Robert Woodrow Wilson (* 10. ledna)

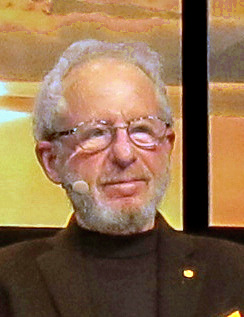
Alan J. Heeger (* 22. ledna)

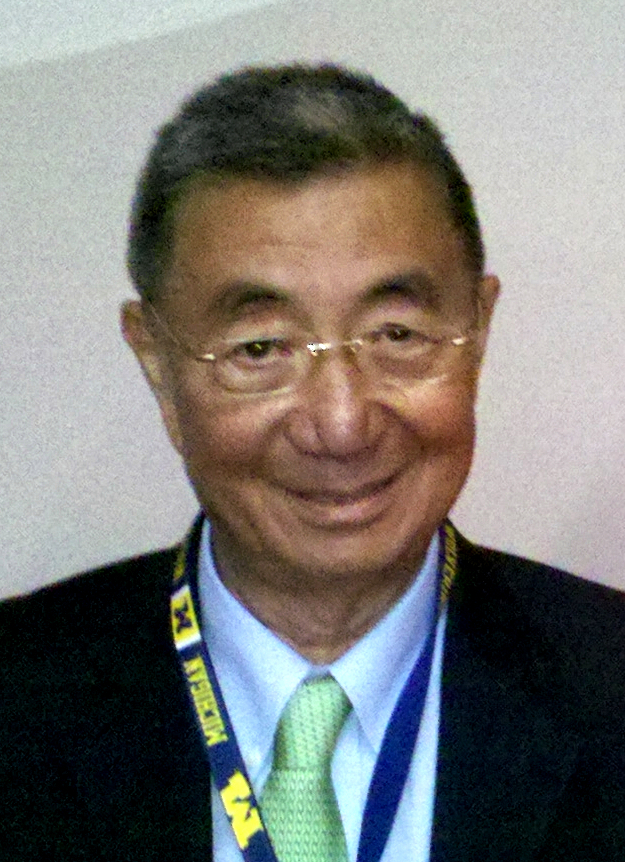
Samuel Ting (* 27. ledna)

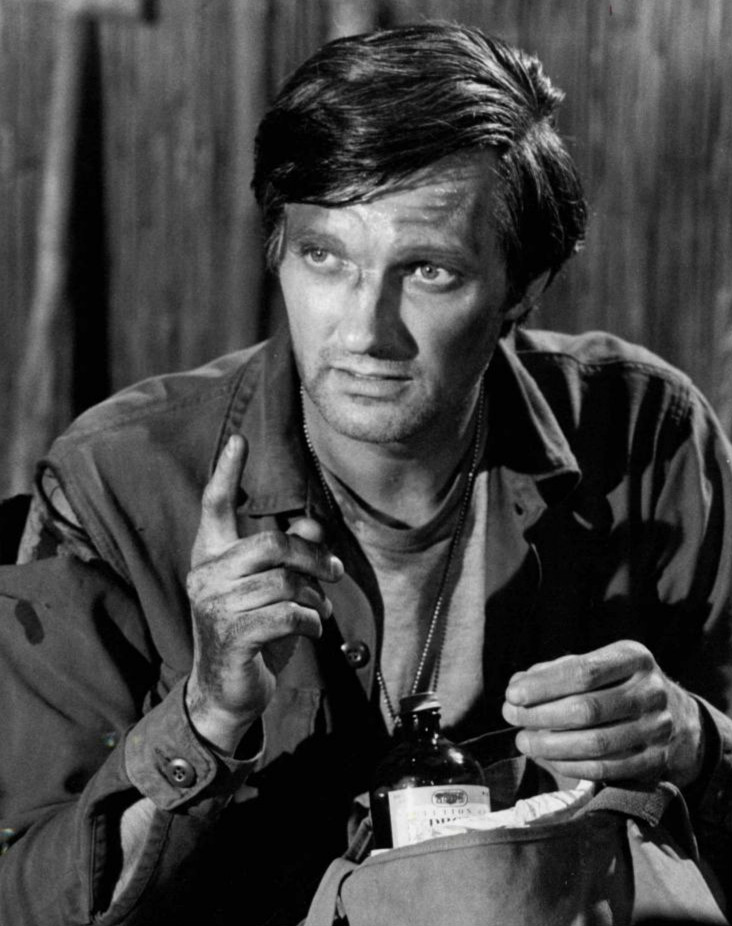
Alan Alda (* 28. ledna)

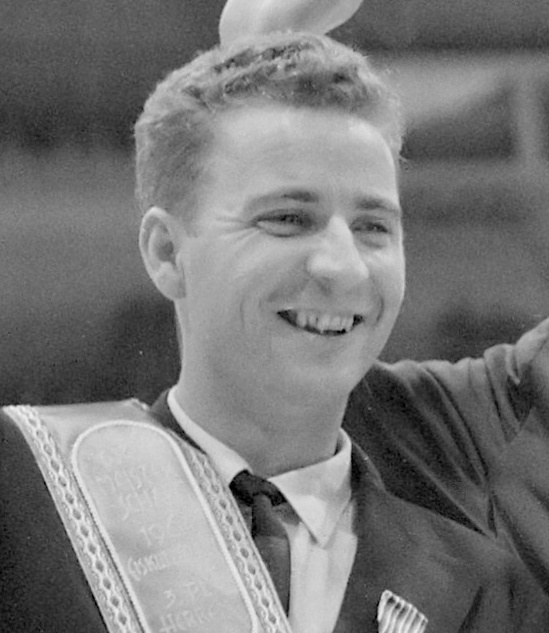
Karol Divín (* 22. února)

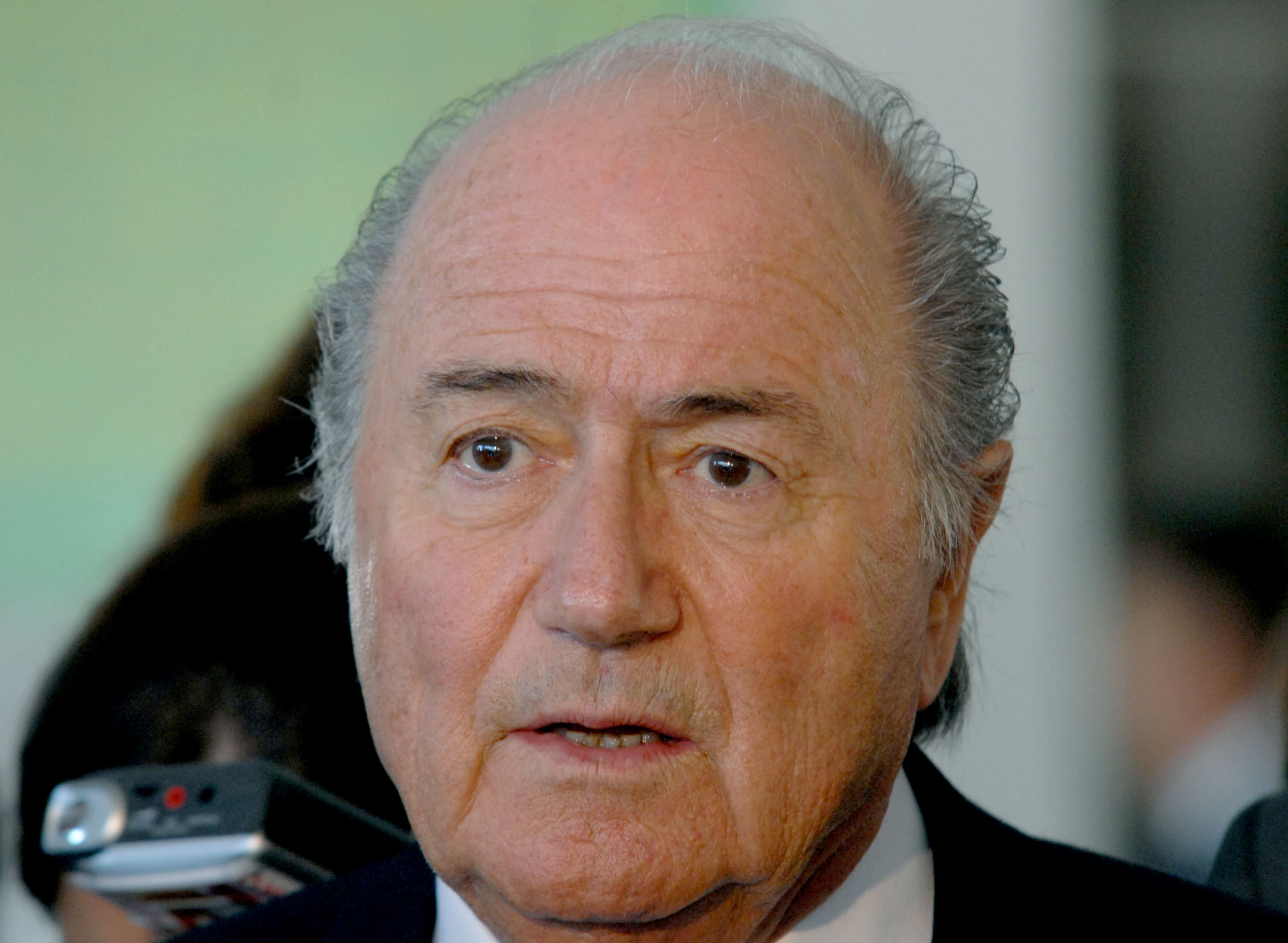
Sepp Blatter (* 10. března)

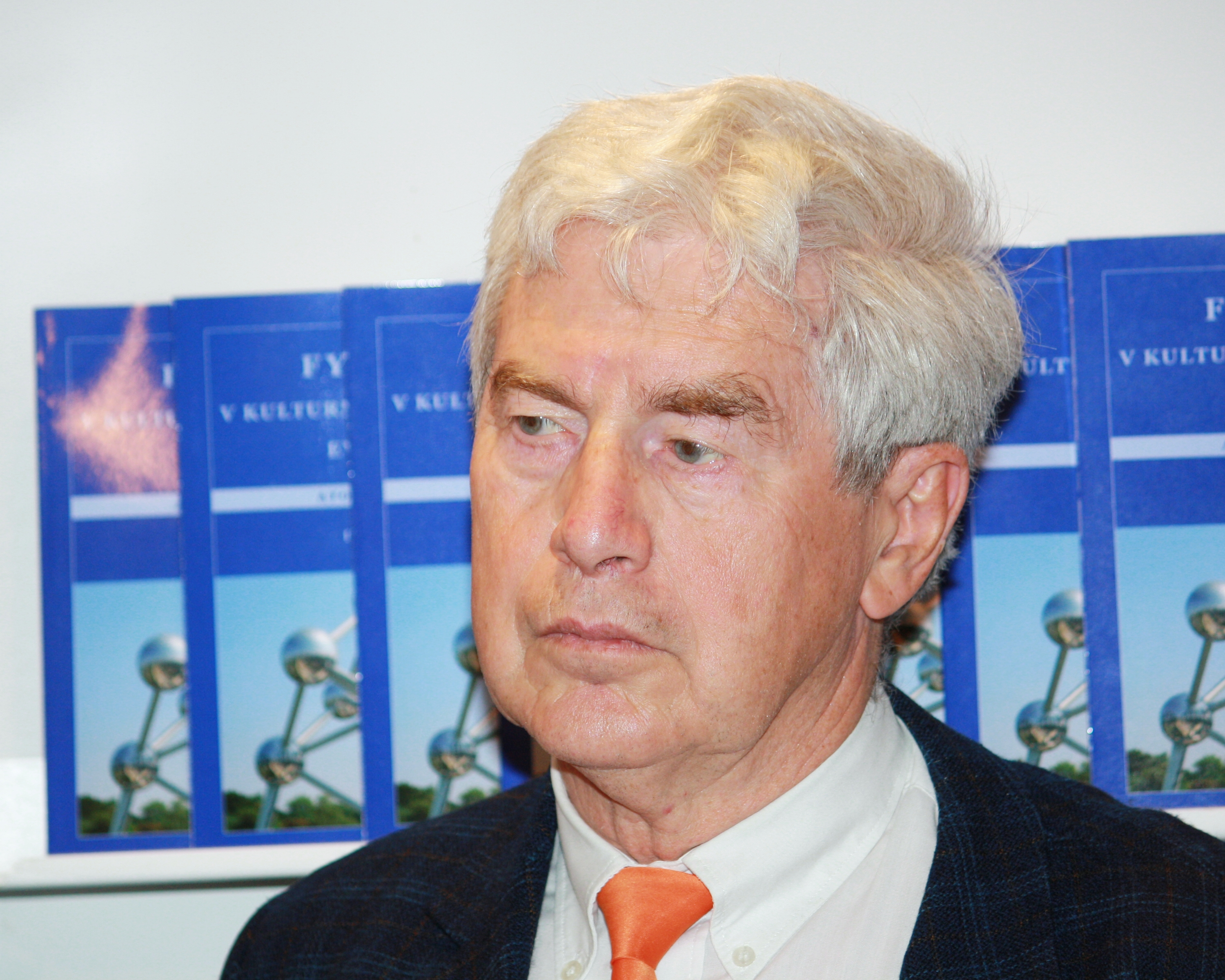
Jiří Grygar (* 17. března)

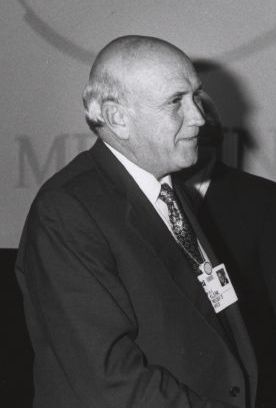
Frederik Willem de Klerk (* 18. března)

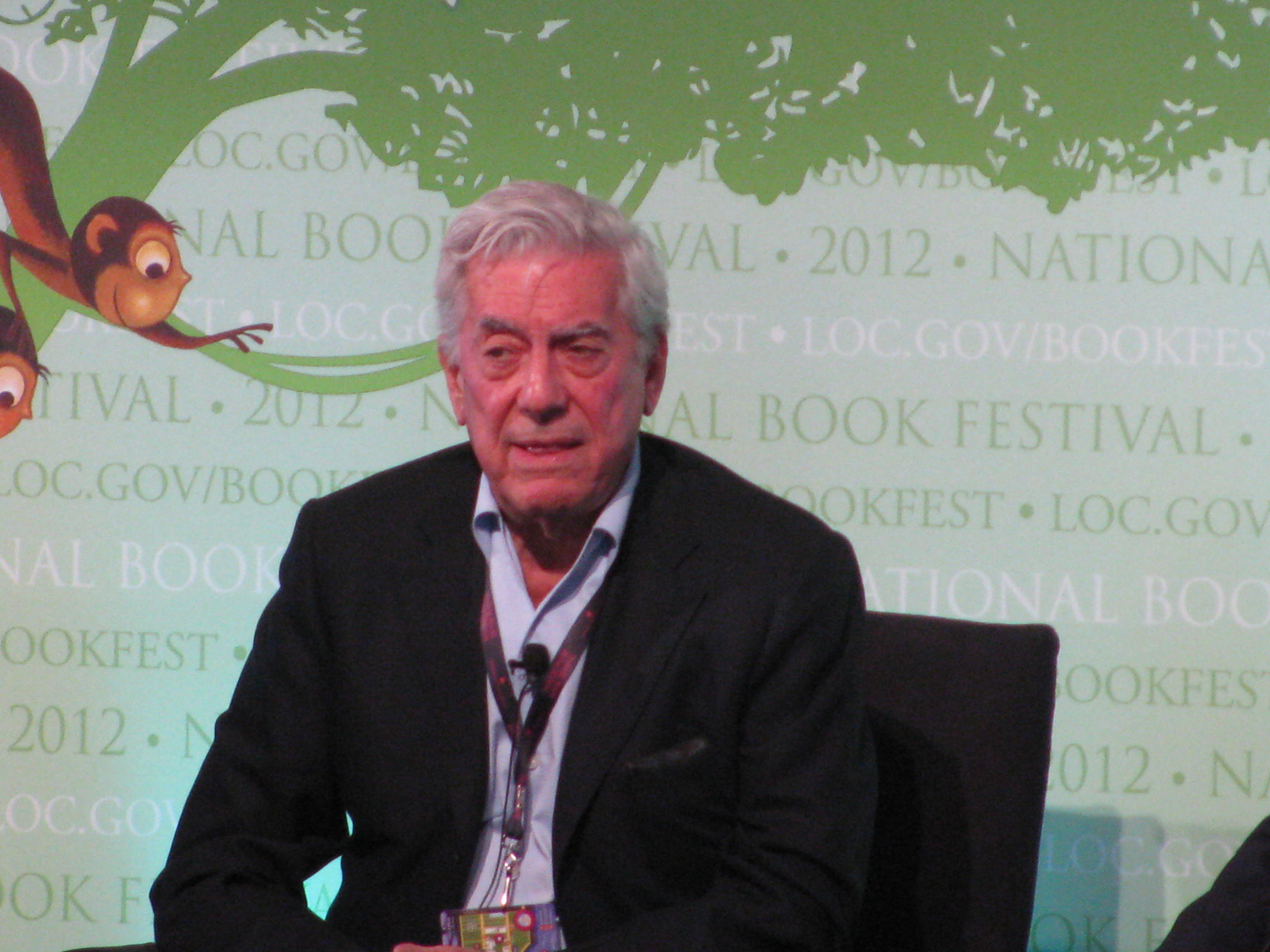
Mario Vargas Llosa (* 28. března)

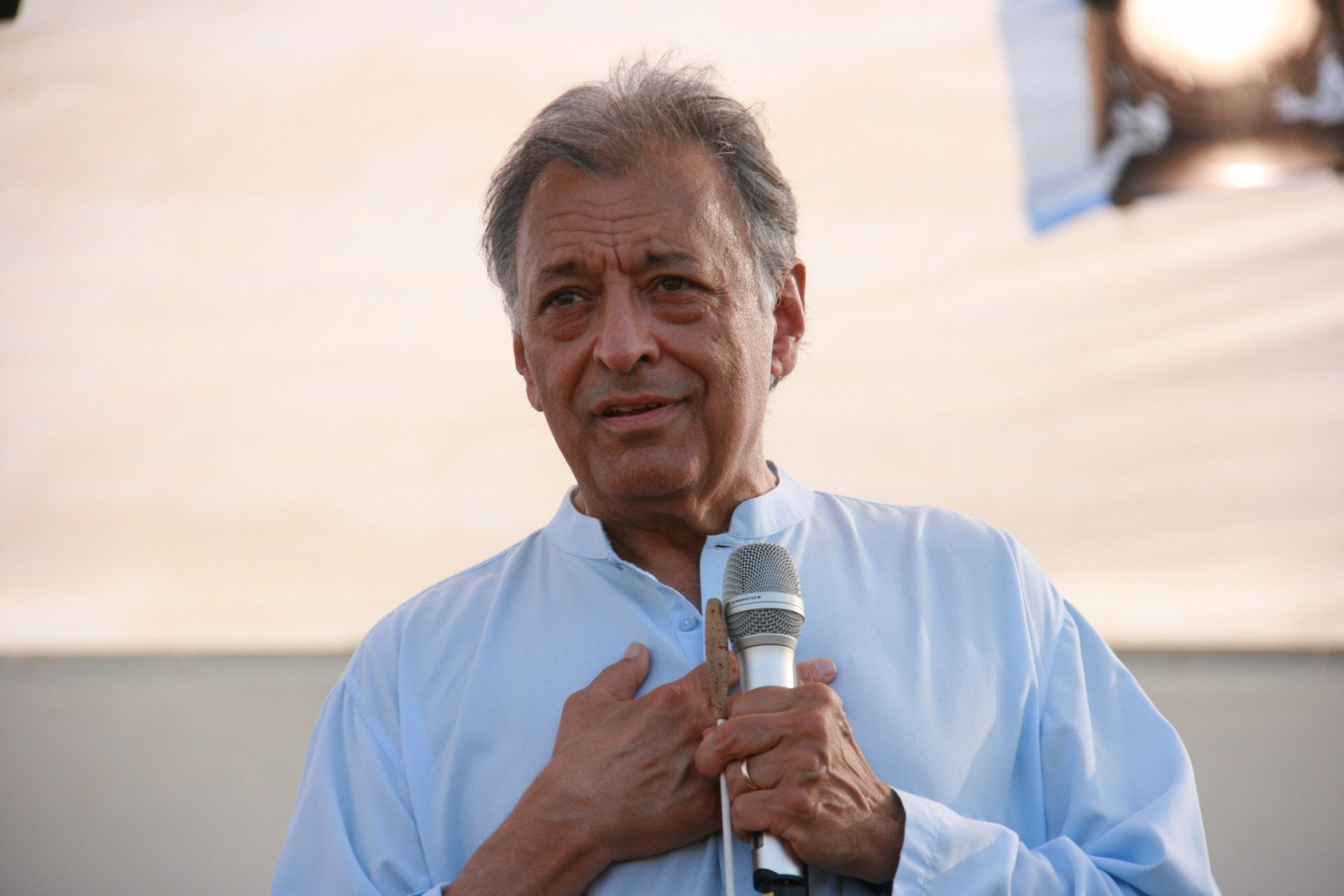
Zubin Mehta (* 29. dubna)

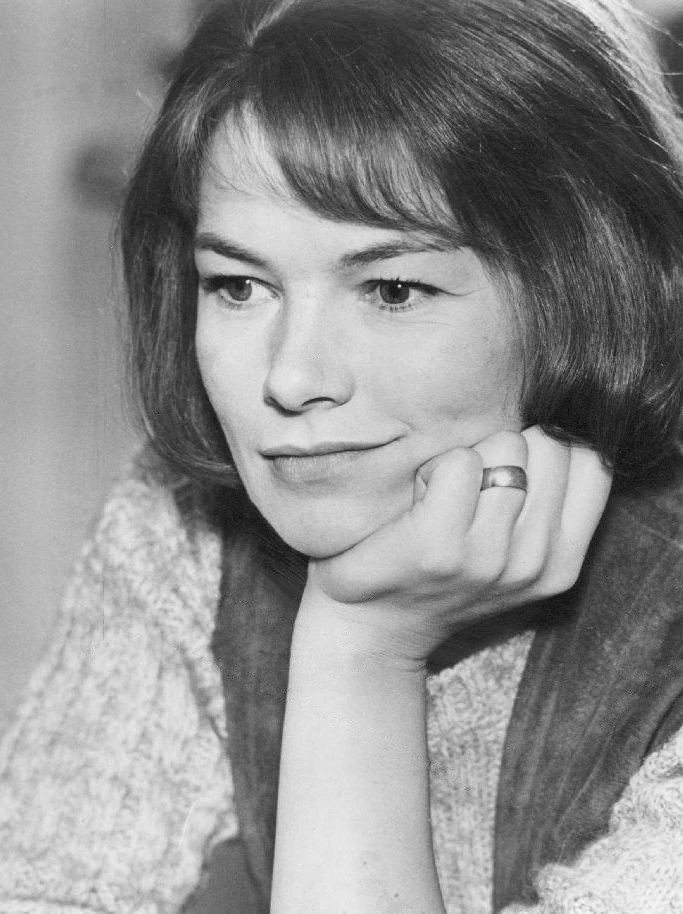
Glenda Jacksonová (* 9. května)

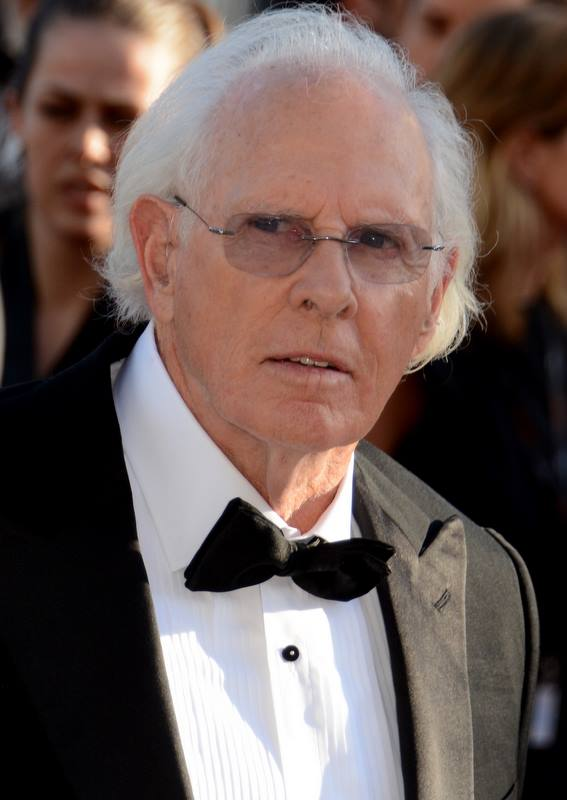
Bruce Dern (* 4. června)

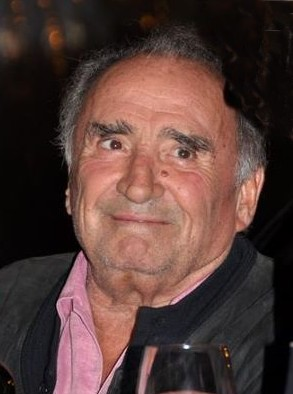
Claude Brasseur (* 15. června)

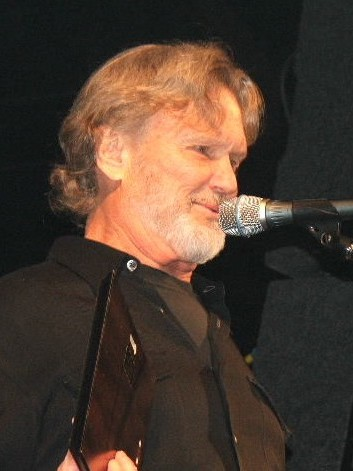
Kris Kristofferson (* 22. června)

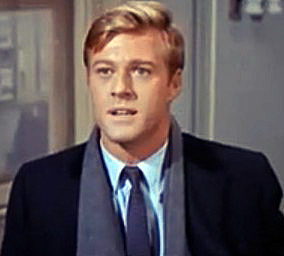
Robert Redford (* 18. srpna)

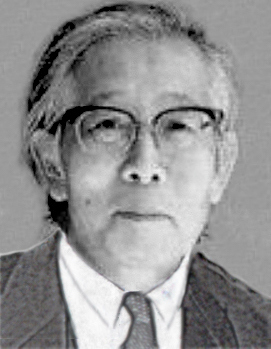
Hideki Širakawa (* 20. srpna)

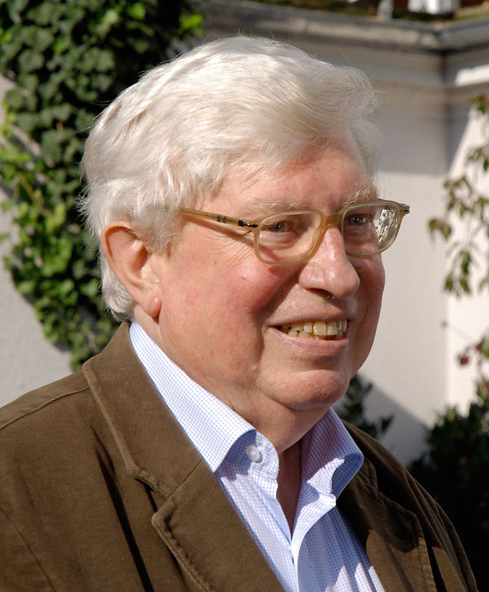
Gerhard Ertl (* 10. října)

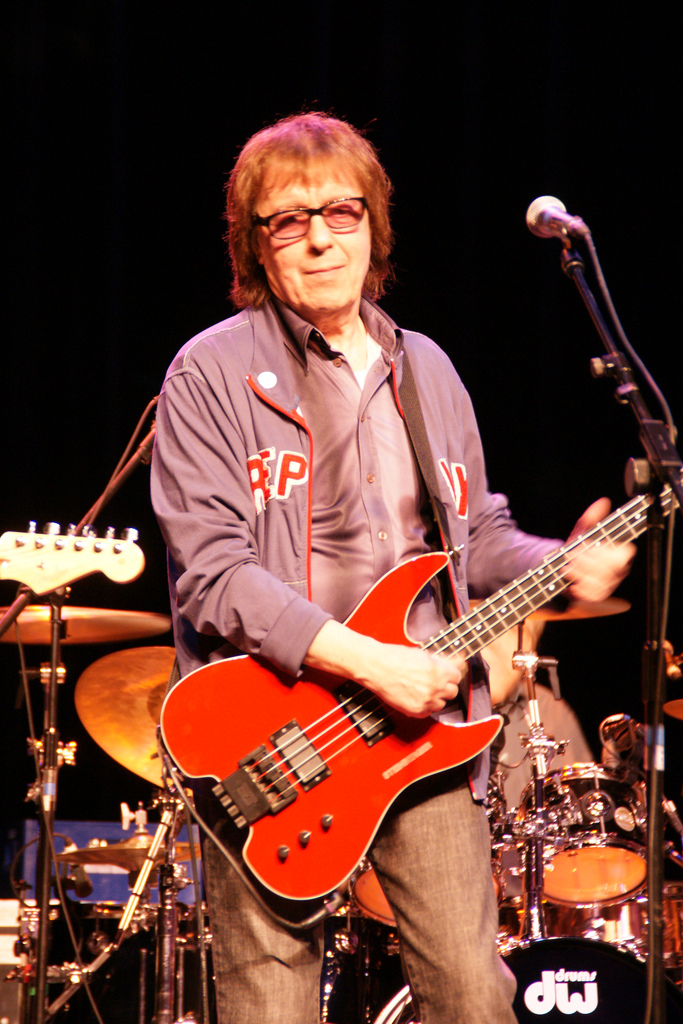
Bill Wyman (* 24. října)

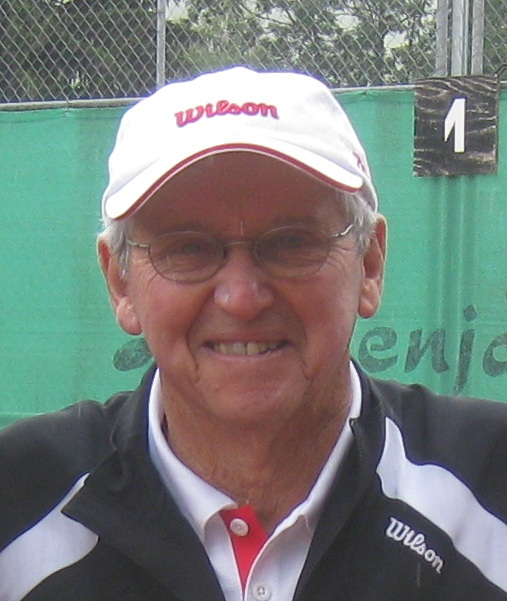
Roy Emerson (* 3. listopadu

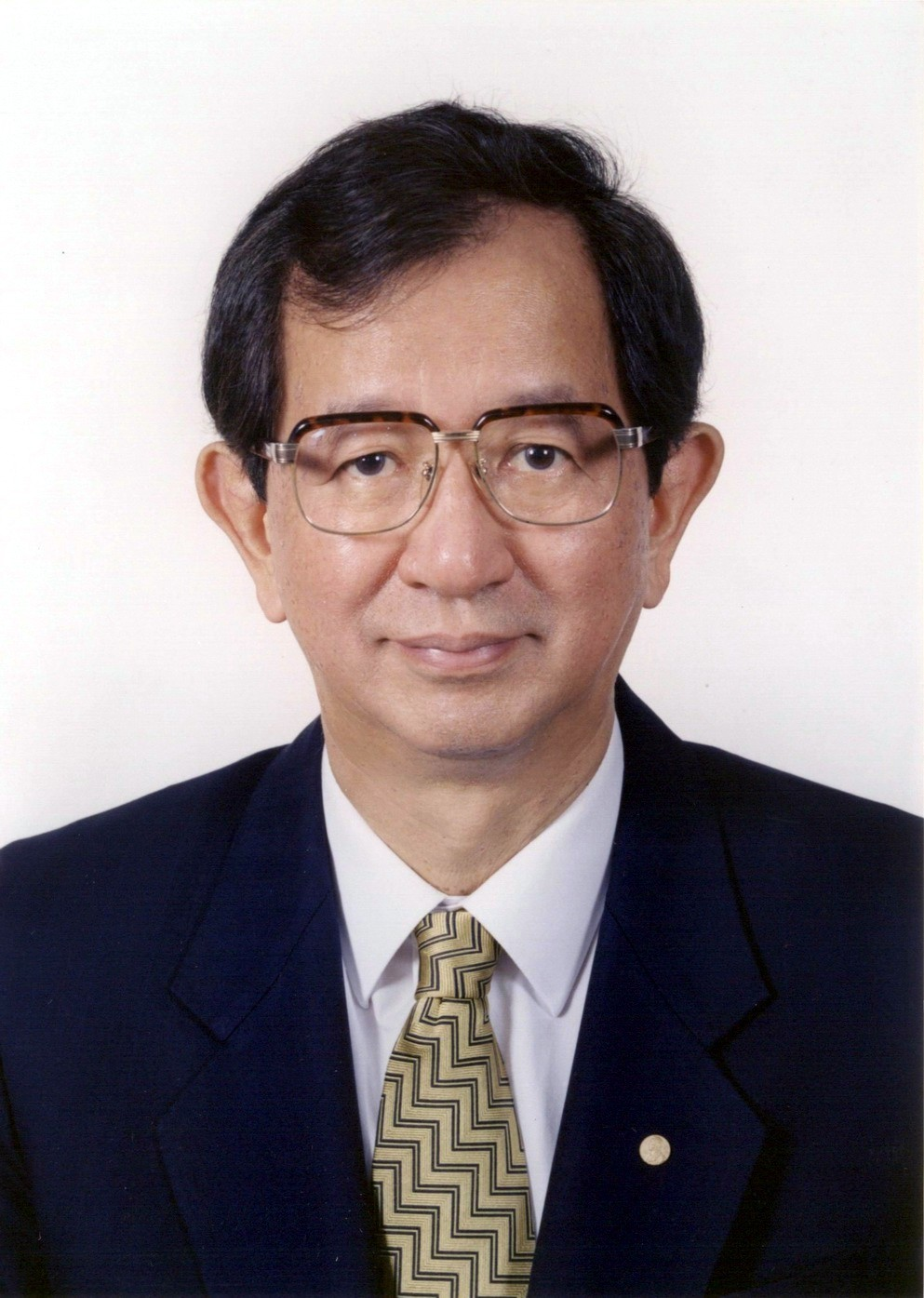
Yuan Tseh Lee (* 19. listopadu

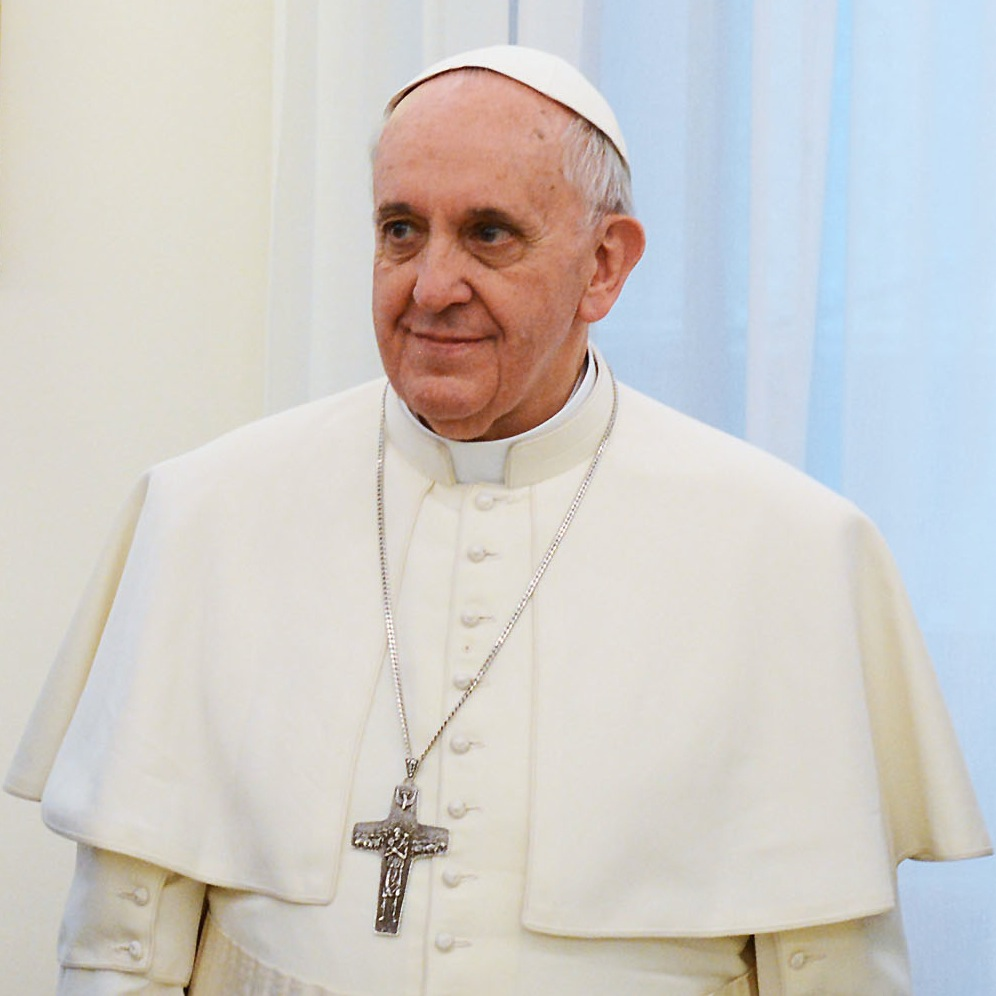
František (* 17. prosince)

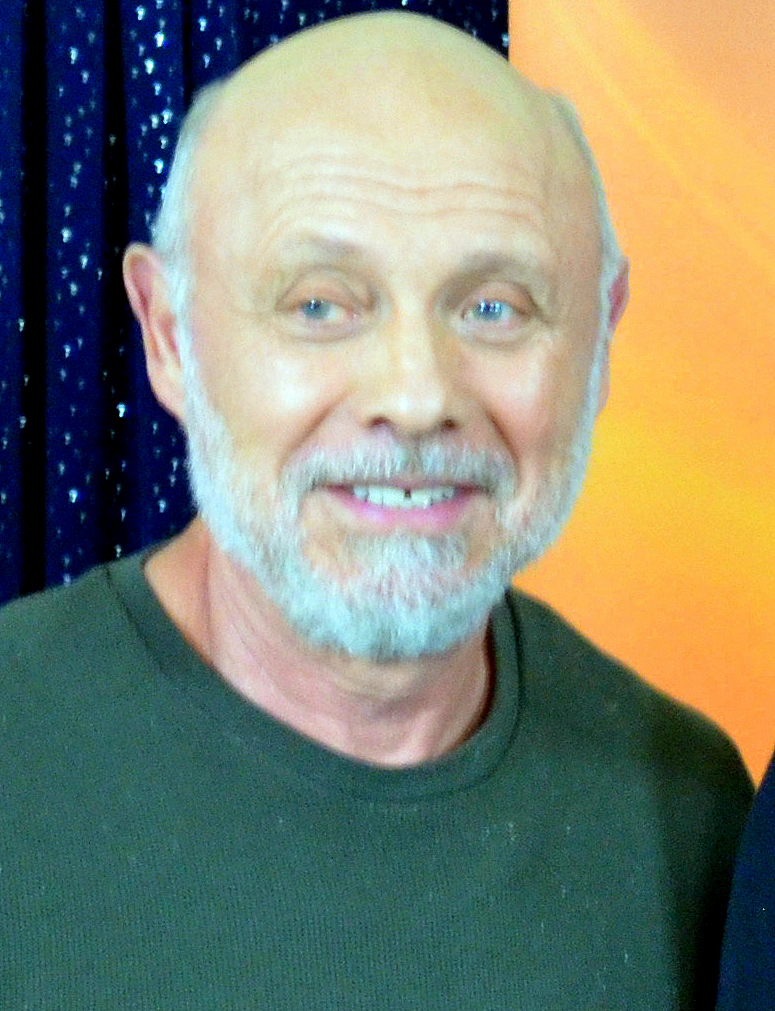
Héctor Elizondo (* 22. prosince)

- 01. ledna – Ivan Balaďa, slovenský filmový a televizní režisér a scenárista († 17. června 2014)
- 02. ledna – Roger Miller, americký herec, skladatel a country zpěvák († 25. října 1992)
- 04. ledna – Gianni Vattimo, italský politik a filozof († 19. září 2023)
- 10. ledna
  - Stephen Ambrose, americký historik a spisovatel († 13. října 2002)
  - Robert Woodrow Wilson, americký astronom, držitel Nobelovy ceny za fyziku
- 12. ledna – Raimonds Pauls, lotyšský hudební skladatel, klavírista a politik
- 19. ledna – Willie Smith, americký bluesový zpěvák, bubeník a hráč na foukací harmoniku († 16. září 2011)
- 21. ledna
  - Ofira Navonová, izraelská psycholožka, manželka prezidenta Jicchaka Navona († 23. srpna 1993)
  - Snooks Eaglin, americký bluesový kytarista a zpěvák († 18. února 2009)
- 22. ledna – Alan J. Heeger, americký chemik a fyzik, držitel Nobelovy ceny za chemii
- 23. ledna – Edward C. Stone, americký vědec, astrofyzik († 9. června 2024)
- 24. ledna – Bobby Wellins, skotský jazzový saxofonista († 27. října 2016)
- 27. ledna
  - Troy Donahue, americký herec († 2. září 2001)
  - Samuel Ting, americký fyzik, držitel Nobelovy ceny
  - Bruna Colombettiová, italská sportovní šermířka († 26. července 2008)
- 28. ledna
  - Alan Alda, americký herec, režisér a scenárista
  - Ismail Kadare, albánský básník a spisovatel († 1. července 2024)
  - Carol Gilligan, americká psycholožka
- 29. ledna
  - James Jamerson, americký baskytarista († 2. srpna 1983)
  - Walter Lewin, americký fyzik
- 08. února – Jan Wieczorek, polský římskokatolický biskup († 13. září 2023)
- 09. února – Georg Sterzinsky, německý kardinál († 30. června 2011)
- 11. února – Burt Reynolds, americký herec († 6. září 2018)
- 12. února
  - Joe Don Baker, americký herec († 7. května 2025)
  - Richard Lynch, americký herec († 19. června 2012)
- 13. února – Pavol Molnár, československý fotbalový reprezentant († 6. listopadu 2021)
- 14. února – Anna German, polská zpěvačka († 25. srpna 1982)
- 16. února
  - Leopold Haverl, slovenský herec († 5. února 2016)
  - Elijahu Inbal, izraelský dirigent
  - Fernando Solanas, argentinský filmový režisér
- 17. února
  - Stipe Šuvar, jugoslávský komunistický politik († 29. června 2004)
  - Jim Brown, americký hráč amerického fotbalu a herec († 18. května 2023)
- 18. února
  - Philip Jones Griffiths, velšský fotožurnalista († 19. března 2008)
  - Jean M. Auelová, americká spisovatelka
  - Jozef Vengloš, slovenský fotbalista, fotbalový funkcionář a trenér († 26. ledna 2021)
- 22. února
  - Ádám Bodor, maďarský spisovatel
  - Karol Divín, slovenský krasobruslař a krasobruslařský trenér († 6. dubna 2022)
- 23. února – Fred Herko, americký herec, tanečník, choreograf, hudebník († 27. října 1964)
- 26. února
  - José da Cruz Policarpo, portugalský kardinál († 12. března 2014)
  - Adem Demaçi, kosovskoalbánský spisovatel, aktivista, politik († 26. července 2018)
- 27. února – Roger Michael Mahony, americký kardinál
- 29. února
  - Jack Lousma, americký astronaut
  - Henri Richard, kanadský hokejista († 6. března 2020)
- 04. března
  - Jim Clark, skotský pilot Formule 1, dvojnásobný mistr světa († 7. dubna 1968)
  - Aribert Reimann, německý hudební skladatel, pedagog a klavírista
- 07. března
  - Georges Perec, francouzský spisovatel († 3. března 1982)
  - Loren Acton, americký astronaut a fyzik
  - Julio Terrazas Sandoval, bolivijský kardinál († 9. prosince 2015)
- 08. března
  - Gábor Szabó, maďarský jazzový kytarista a hudební skladatel († 26. února 1982)
  - Janusz Zakrzeński, polský filmový a divadelní herec († 10. dubna 2010)
- 09. března – Robert Barry, americký konceptuální umělec
- 10. března – Sepp Blatter, švýcarský fotbalový funkcionář, 8. prezident FIFA
- 11. března – Harald zur Hausen, německý lékař, držitel Nobelovy ceny za fyziologii nebo lékařství
- 12. března – Michał Heller, polský katolický kněz, filozof, teolog, fyzik, astronom
- 17. března
  - Jiří Grygar, český astronom a astrofyzik
  - Thomas Mattingly, americký vojenský letec a astronaut
- 18. března – Frederik Willem de Klerk, prezident Jihoafrické republiky a držitel Nobelovy ceny za mír († 11. listopadu 2021)
- 19. března
  - Vladislav Müller, slovenský herec († 20. června 1996)
  - Ursula Andressová, švýcarská herečka
- 20. března – Harold Mabern, americký jazzový klavírista († 19. září 2019)
- 21. března
  - Mike Westbrook, britský jazzový klavírista a hudební skladatel
  - František Kele, slovenský horolezec, cestovatel, publicista a geograf († 19. října 2014)
- 22. března – Roger Whittaker, keňsko-britský písničkář († 13. září 2023)
- 24. března
  - Kalaparusha Maurice McIntyre, americký jazzový saxofonista († 9. listopadu 2013)
  - David Suzuki, kanadský ekolog a aktivista
- 28. března – Mario Vargas Llosa, peruánský romanopisec a esejista († 13. dubna 2025)
- 29. března
  - Richard Rodney Bennett, britský hudební skladatel († 24. prosince 2012)
  - Judith Guestová, americká spisovatelka
- 01. dubna – Abdul Kádir Chán, pákistánský jaderný fyzik a metalurg († 10. října 2021)
- 03. dubna
  - Scott LaFaro, americký jazzový kontrabasista († 6. července 1961)
  - Jimmy McGriff, americký jazzový varhaník († 24. května 2008)
- 07. dubna
  - Wilhelm Przeczek, polský učitel, básník, spisovatel a aktivista († 10. července 2006)
  - Jean Flori, francouzský historik († 18. dubna 2018)
- 09. dubna – Valerie Solanasová, americká spisovatelka († 25. dubna 1988)
- 12. dubna – Charles Napier, americký herec († 5. října 2011)
- 14. dubna – Ivan Dias, indický kardinál († 19. června 2017)
- 15. dubna – Raymond Poulidor, francouzský cyklista († 13. listopadu 2019)
- 19. dubna – Wilfried Martens, premiér Belgie († 9. října 2013)
- 21. dubna – Lionel Rogg, švýcarský varhaník
- 22. dubna
  - Valerián Bystrický, slovenský historik († 5. dubna 2017)
  - Glen Campbell, americký zpěvák country († 8. srpna 2017)
  - Don Menza, americký jazzový saxofonista
- 23. dubna
  - Roy Orbison, americký zpěvák, kytarista a skladatel († 6. prosince 1988)
  - Athena Tacha, řecká výtvarná umělkyně
- 25. dubna – Leonel Sánchez, chilský fotbalista († 2. dubna 2022)
- 28. dubna – John Tchicai, dánský freejazzový saxofonista a skladatel († 8. října 2012)
- 29. dubna
  - Zubin Mehta, dirigent indického původu
  - Adolfo Nicolás, třicátý generální představený Tovaryšstva Ježíšova († 20. května 2020)
  - Volker Strassen, německý matematik a informatik
- 30. dubna – Bobby Gregg, americký bubeník a hudební producent († 3. května 2014)
- 02. května – Norma Aleandrová, argentinská herečka
- 04. května – Eleanor Coppola, americká režisérka († 12. dubna 2024)
- 07. května – Cornelius Cardew, britský hudební skladatel († 13. prosince 1981)
- 09. května
  - Albert Finney, britský herec († 7. února 2019)
  - Glenda Jacksonová, britská divadelní a filmová herečka († 15. června 2023)
- 11. května – Carla Bley, americká jazzová skladatelka, klavíristka a varhanice († 17. října 2023)
- 12. května – Frank Stella, americký malíř a sochař († 4. května 2024)
- 14. května – Bobby Darin, americký zpěvák, skladatel, hudebník a herec († 20. prosince 1973)
- 16. května – Karl Lehmann, německý kardinál († 11. března 2018)
- 17. května
  - Ronald Tavel, americký režisér, scenárista, dramatik a herec († 23. března 2009)
  - Dennis Hopper, americký fotograf, malíř, sochař, herec a režisér († 29. května 2010)
- 20. května – Anthony Zerbe, americký herec
- 21. května – Günter Blobel, německo-americký lékař, biochemik a cytolog, Nobelova cena 1999 († 18. února 2018)
- 23. května
  - Ingeborg Hallstein, německá operní koloraturní sopranistka
  - Morgan Scott Peck, americký psychiatr a spisovatel († 25. září 2005)
- 24. května – Harold Budd, americký ambientní hudebník a hudební skladatel
- 26. května – Natalja Gorbaněvská, ruská básnířka, disidentka († 29. listopadu 2013)
- 01. června – Gerald Scarfe, britský karikaturista a ilustrátor
- 02. června – Vladimir Golubničij, sovětský dvojnásobný olympijský vítěz v chůzi na 20 km († 16. srpna 2021)
- 03. června – Colin Meads, novozélandský ragbista († 20. srpna 2017)
- 04. června – Bruce Dern, americký herec
- 07. června – David Redfern, britský fotograf († 23. října 2014)
- 08. června
  - Robert Floyd, americký informatik († 25. září 2001)
  - Kenneth G. Wilson, americký fyzik, držitel Nobelovy ceny za fyziku (1982) († 15. června 2013)
- 09. června – Filippo Coarelli, italský archeolog a helénista
- 12. června – Marcus Belgrave, americký jazzový trumpetista († 24. května 2015)
- 13. června – Michel Jazy, dvojnásobný mistr Evropy ve vytrvalostním běhu († 1. února 2024)
- 15. června
  - Claude Brasseur, francouzský divadelní a filmový herec († 22. prosince 2020)
  - William Joseph Levada, americký kardinál († 26. září 2019)
- 16. června – Anthony Okogie, nigerijský kardinál
- 17. června – Ken Loach, britský filmový režisér
- 18. června
  - Barack Obama starší, keňský ekonom, otec amerického prezidenta Baracka Obamy († 24. listopadu 1982)
  - Victor Lanoux, francouzský herec, producent, scenárista a dramaturg († 4. května 2017)
- 19. června – Blanka Poliaková, slovenská spisovatelka, básnířka a redaktorka
- 20. června – Enn Vetemaa, estonský spisovatel († 28. března 2017)
- 22. června
  - Hermeto Pascoal, brazilský hudebník a skladatel
  - Kris Kristofferson, americký zpěvák a filmový herec († 28. září 2024)
- 23. června
  - Richard David Bach, americký spisovatel
  - Kostas Simitis, premiér Řecka († 5. ledna 2025)
- 24. června – Paul L. Smith, americký herec († 25. dubna 2012)
- 25. června – Bacharuddin Jusuf Habibie, třetí prezident Indonésie († 11. září 2019)
- 26. června – Jean-Claude Turcotte, kanadský kardinál († 8. dubna 2015)
- 27. června – Tadanori Jokoo, japonský výtvarník a grafik
- 29. června – Kigeli V., rwandský král (mwami) († 16. října 2016)
- 30. června – Dave Van Ronk, americký folk bluesový zpěvák († 10. února 2002)
- 05. července – James Mirrlees, skotský ekonom, držitel Nobelovy ceny († 29. srpna 2018)
- 06. července – Chris White, americký jazzový kontrabasista († 2. listopadu 2014)
- 10. července – Selwyn Baptiste, trinidadský hudebník a organizátor karnevalů († 5. ledna 2012)
- 12. července – Petros Cironis, český historik řeckého původu
- 13. července – Albert Ayler, americký jazzový saxofonista († listopad 1970)
- 14. července – Robert Overmyer, americký astronaut († 22. března 1996)
- 16. července – Jasuo Fukuda, 91. předseda japonské vlády
- 19. července – Carmell Jones, americký jazzový trumpetista († 7. listopadu 1996)
- 25. července
  - Carlos Mota Pinto, premiér Portugalska († 7. května 1985)
  - Glenn Murcutt, australský architekt
- 30. července
  - Buddy Guy, americký bluesový kytarista a zpěvák
  - Maria del Pilar, vévodkyně z Badajozu, španělská infantka († 8. ledna 2020)
- 01. srpna
  - Karel, vévoda z Württembergu, vévoda z Württembergu († 7. června 2022)
  - Yves Saint-Laurent, francouzský módní návrhář († 1. června 2008)
- 03. srpna
  - Jack Wilson, americký jazzový klavírista († 5. října 2007)
  - Šlomo Breznic, izraelský psycholog, vědec, politik
- 05. srpna – Nikolai Baturin, estonský dramatik, básník a romanopisec († 17. května 2019)
- 10. srpna – Chuck Israels, americký jazzový kontrabasista
- 18. srpna – Robert Redford, americký herec, filmový režisér, producent
- 20. srpna – Hideki Širakawa, japonský chemik, držitel Nobelovy ceny za chemii
- 21. srpna
  - Wilt Chamberlain, americký profesionální basketbalista († 12. října 1999)
  - Feliciano Rivilla, španělský fotbalista († 6. listopadu 2017)
- 22. srpna
  - Lex Humphries, americký jazzový bubeník († 11. července 1994)
  - Petar Mladenov, poslední prezident socialistického Bulharska († 31. května 2000)
  - Chuck Brown, americký funkový kytarista, zpěvák a skladatel († 16. května 2012)
- 24. srpna
  - Antonio María Rouco Varela, španělský kardinál
  - A. S. Byattová, anglická spisovatelka a literární teoretička († 16. listopadu 2023)
- 26. srpna – Chow Ching Lie, čínská spisovatelka a klavíristka
- 29. srpna
  - Inga Voroninová, sovětská rychlobruslařka († 4. ledna 1966)
  - John McCain, americký republikánský politik († 25. srpna 2018)
- 01. září – Valerij Legasov, vedoucí vyšetřovací komise Černobylské havárie († 27. dubna 1988)
- 03. září – Zín Abidín bin Alí, druhý prezident Tuniska († 19. září 2019)
- 07. září – Buddy Holly, americký kytarista a zpěvák († 3. února 1959)
- 14. září – Walter Koenig, americký herec, spisovatel, pedagog a režisér
- 15. září
  - Jurij Koch, lužickosrbský spisovatel
  - Ashley Cooper, australský tenista († 22. května 2020)
- 17. září – Jan Gehl, dánský architekt
- 19. září – Al Oerter, americký olympijský vítěz v hodu diskem a malíř († 1. října 2007)
- 21. září
  - Nicos Poulantzas, řecký marxistický teoretik († 3. října 1979)
  - Jurij Lužkov, 2. starosta Moskvy († 10. prosince 2019)
  - Sunny Murray, americký jazzový bubeník († 8. prosince 2017)
- 24. září – Jim Henson, americký loutkoherec († 16. května 1990)
- 25. září – Moussa Traoré, druhý prezident Mali († 15. září 2020)
- 28. září – Emmett Chapman, americký jazzový kytarista († 1. listopadu 2021)
- 29. září
  - Silvio Berlusconi, italský politik a podnikatel, předseda vlády Itálie († 12. června 2023)
  - Edvard Radzinskij, ruský spisovatel
  - Alla Děmidovová, ruská herečka
- 30. září – Sevgi Soysal, turecká spisovatelka († 22. listopadu 1976)
- 03. října – Steve Reich, americký hudební skladatel
- 04. října – Hannu Salama, finský romanopisec
- 05. října – Richard Gordon, americký pilot a astronaut († 6. listopadu 2017)
- 07. října – Charles Dutoit, švýcarský dirigent
- 09. října
  - Edmond Keosajan, sovětský filmový režisér a scenárista arménského původu († 21. dubna 1994)
  - Ľubomír Feldek, slovenský básník, prozaik, dramatik a překladatel
- 10. října – Gerhard Ertl, německý fyzik, nositel Nobelovy ceny za chemii
- 11. října
  - Billy Higgins, americký jazzový bubeník († 3. května 2001)
  - Charles Fullerton, americký vojenský letec a astronaut († 21. srpna 2013)
  - Alberto Vázquez-Figueroa, španělský spisovatel a novinář
- 12. října – Melvin Rhyne, americký jazzový varhaník a skladatel († 5. března 2013)
- 15. října – Michel Aumont, francouzský divadelní a filmový herec († 28. srpna 2019)
- 16. října – Andrej Čikatilo, ruský sériový vrah a kanibal († 14. února 1994)
- 18. října – Jaime Lucas Ortega y Alamino, kubánský kardinál († 26. července 2019)
- 19. října – Vincent Šikula, slovenský spisovatel († 16. června 2001)
- 22. října – Thomas Menamparampil, arcibiskup v Guwahati (Indie)
- 24. října
  - Bill Hinzman, americký filmový režisér a herec († 5. února 2012)
  - Jimmy Dawkins, americký bluesový kytarista a zpěvák († 10. dubna 2013)
  - Bill Wyman, britský hudebník a multiinstrumentalista
- 25. října – Martin Gilbert, britský historik († 3. února 2015)
- 26. října – Al Casey, americký kytarista († 17. září 2006)
- 28. října
  - Charlie Daniels, americký zpěvák, skladatel a multiinstrumentalista († 6. července 2020)
  - Carl Davis, americký dirigent a skladatel († 3. srpna 2023)
- 30. října – Polina Astachovová, sovětská sportovní gymnastka († 5. srpna 2005)
- 31. října – Nicolás de Jesús López Rodríguez, kardinál z Dominikánské republiky
- 03. listopadu – Roy Emerson, australský tenista
- 05. listopadu
  - Ivan Stambolić, srbský komunistický politik († 25. srpna 2000)
  - Uwe Seeler, německý fotbalista († 21. července 2022)
- 08. listopadu
  - Virna Lisiová, italská filmová herečka († 18. prosince 2014)
  - Edward Gibson, americký fyzik a astronaut
- 09. listopadu – Michail Tal, sovětský lotyšský šachový velmistr († 28. června 1992)
- 13. listopadu – Edda Budingová, německá tenistka († 15. července 2014 Aalen)
- 15. listopadu – Wolf Biermann, německý písničkář
- 18. listopadu
  - Don Cherry, americký jazzový kornetista a trumpetista († 19. října 1995)
  - Ennio Antonelli, italský kardinál
- 19. listopadu
  - Ray Collins, americký zpěvák († 24. prosince 2012)
  - Wolfgang Jeschke, německý spisovatel a vydavatel literatury sci-fi († 10. června 2015)
  - Ljubiša Samardžić, srbský herec a režisér († 8. září 2017)
  - Yuan Tseh Lee, americký chemik, držitel Nobelovy ceny za chemii
- 20. listopadu
  - Hans van Abeelen, nizozemský behaviorální genetik († 1. srpna 1998)
  - Don DeLillo, americký romanopisec, dramatik a esejista
- 23. listopadu – Mats Traat, estonský spisovatel, básník a překladatel († 28. června 2022)
- 27. listopadu
  - Glynn Lunney, letový ředitel během programů Gemini a Apollo († 19. března 2021)
  - Philippe Sollers, francouzský spisovatel, literární teoretik, scenárista a režisér († 5. května 2023)
- 28. listopadu – Théodore-Adrien Sarr, senegalský kardinál
- 04. prosince – John Giorno, americký básník a hudebník († 11. října 2019)
- 06. prosince – Isacio Calleja, španělský fotbalista († 4. února 2019)
- 08. prosince – David Carradine, americký herec († 3. června 2009)
- 11. prosince – Hans van den Broek, nizozemský politik a bývalý evropský komisař († 22. února 2025)
- 12. prosince – Jolanda Balașová, rumunská atletka, skokanka do výšky († 11. března 2016)
- 14. prosince – Robert Parker, americký astronom a astronaut
- 15. prosince – Eddie Palmieri, americký klavírista († 6. srpna 2025)
- 17. prosince – František, 266. papež katolické církve († 21. dubna 2025)
- 19. prosince – Avraham B. Jehošua, izraelský spisovatel, esejista a dramatik († 14. června 2022)
- 21. prosince – Jozef Šimúth, slovenský vědec, biolog a politik
- 22. prosince – Héctor Elizondo, americký herec
- 23. prosince
  - Muhammad Ali, americký jazzový bubeník
  - Viktor Krupa, slovenský jazykovědec († 14. února 2021)
- 27. prosince – Bjarni Felixson, islandský fotbalista († 14. září 2023)

## Úmrtí
Automatický abecedně řazený seznam viz Kategorie:Úmrtí v roce 1936

### Česko

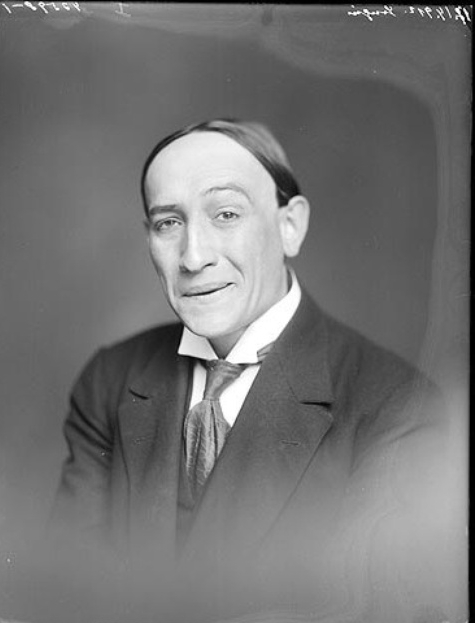
Emil Artur Longen († 24. dubna)

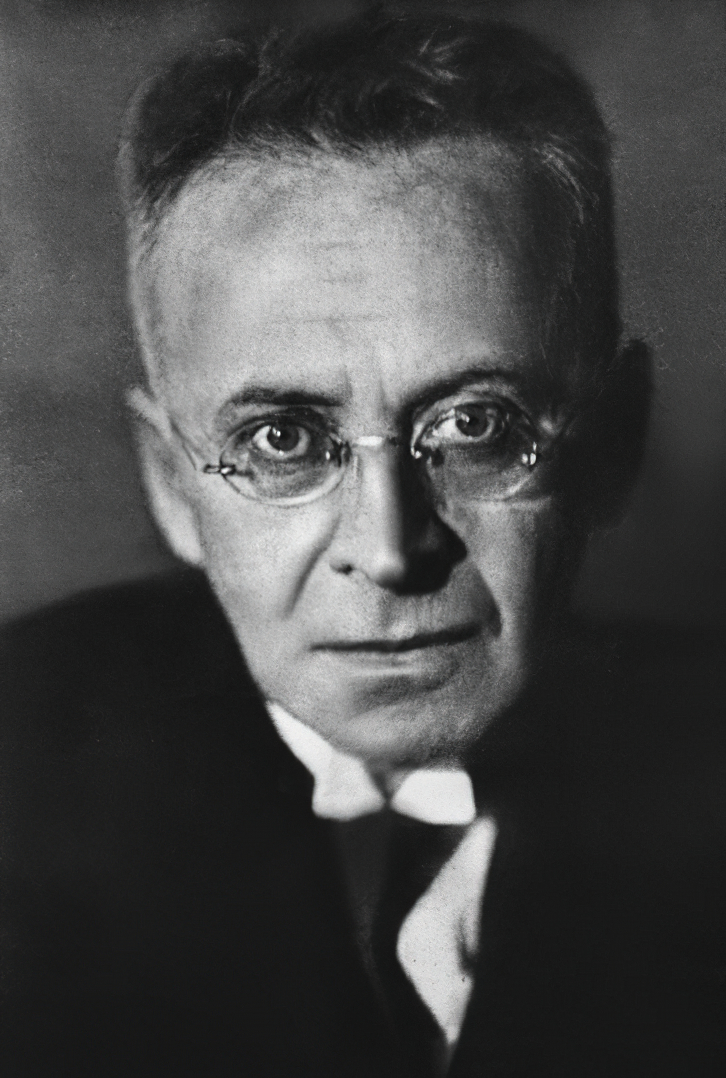
Karl Kraus († 12. června)

- 02. ledna – Jindřich Vančura, pedagog historik a překladatel (* 31. srpna 1855)
- 15. ledna – Josef Sakař, architekt (* 7. prosince 1856)
- 01. února – Vladimír Fáček, politik (* 6. května 1870)
- 08. února – František Okleštěk, politik (* 12. dubna 1867)
- 09. února – Ondřej Pukl, chemik a atlet (* 28. května 1876)
- 11. února – Oldřich Hlavsa, malíř (* 1. listopadu 1889)
- 12. února – Eduard Šimek, politik (* 17. března 1879)
- 28. února – Ladislav Pinkas, právník, politik a šermíř (* 11. září 1863)
- 29. února – Josef Rejsek, chirurg a urolog (* 26. srpna 1892)
- 05. března – Emanuel Maršík, hudební skladatel (* 24. prosince 1875)
- 14. března – Adolf Glöckner, poslanec Českého zemského sněmu a Říšské rady, starosta Morašic (* 16. července 1850)
- 20. března – František Borový, nakladatel (* 31. ledna 1874)
- 21. března – František Horký, malíř (* 7. prosince 1879)
- 24. března – Rudolph von Procházka, německojazyčný právník a skladatel (* 23. února 1864)
- 25. března – František Topič, nakladatel a vydavatel (* 20. listopadu 1858)
- 04. dubna – Julius Stoklasa, chemik, fyziolog a biolog (* 9. září 1857)
- 08. dubna – Božena Benešová, spisovatelka (* 30. listopadu 1873)
- 09. dubna – Berta Foersterová, operní pěvkyně (* 11. ledna 1869)
- 13. dubna – Václav Neubert, knihkupec, tiskař a nakladatel (* 20. května 1852)
- 15. dubna – Věnceslav Černý, malíř a ilustrátor (* 27. ledna 1865)
- 17. dubna – Adolf Červinka, spisovatel (* 4. června 1875)
- 24. dubna – Emil Artur Longen, dramatik, režisér, herec, scenárista, spisovatel a malíř (* 29. července 1885)
- 25. dubna – Zdeněk Gintl, knihovník, překladatel a spisovatel (* 13. října 1878)
- 27. dubna – Gustav Fiedler, šestý moravskoostravský starosta (* 25. března 1849)
- 03. května – František Cajthaml, spisovatel a dělnický aktivista (* 30. března 1868)
- 06. května – Otakar Kádner, teoretik pedagogiky a historik (* 11. května 1870)
- 08. května – Augustin Fibiger, sekretář litoměřického biskupa (* 26. listopadu 1868)
- 09. května – Stanislav Lolek, malíř (* 13. listopadu 1873)
- 10. května
  - Bedřich Feuerstein, architekt a scénograf (* 15. ledna 1892)
  - Jaroslav Hilbert, dramatik, spisovatel (* 19. ledna 1871)
- 15. května – Karel Traxler, kněz a šachista (* 17. ledna 1866)
- 17. května – Arnošt Tvarůžek, kněz a politik (* 8. ledna 1865)
- 18. května – Ervín Červinka, politik (* 5. dubna 1855)
- 14. června – Karel Goszler, fotograf (* 12. prosince 1865)
- 19. června – František Staněk, politik, ministr několika vlád (* 14. listopadu 1867)
- 24. června – Josef Šáda, politik (* 4. března 1874)
- 25. června – Anna Schieblová, sestra Tomáše Bati (* 19. května 1872)
- 02. července – Bohumil Navrátil, historik a rektor Masarykovy univerzity v Brně (* 21. února 1870)
- 04. července – Jan Jakubec, literární historik a kritik (* 11. května 1862)
- 08. července – Rudolf Koppitz, rakouský fotograf českého původu (* 3. ledna 1884)
- 12. července – Jan Filipinský, politik (* 15. srpna 1859)
- 24. července – Dobroslav Krejčí, statistik (* 10. ledna 1869)
- 27. července – František Rous, sochař (* 25. listopadu 1872)
- 13. srpna – Hugo Rex, lékař a univerzitní profesor (* 9. ledna 1861)
- 15. srpna – Arnošt Emanuel Silva-Tarouca, šlechtic, právník, dendrolog a politik (* 3. ledna 1860)
- 31. srpna – Josef Foltynovský, teolog, kanovník olomoucké kapituly (* 9. března 1880)
- 04. září – Gustav Mayr, československý politik německé národnosti (* 28. listopadu 1872)
- 07. září – Rudolf Sloup-Štapl, fotbalový reprezentant (* 17. listopadu 1895)
- 27. září – Marie Křivánková, designérka šperku (* 14. dubna 1883)
- 03. října – Antonín Kaliba, reprezentační fotbalový brankář (* 19. září 1898)
- 08. října – Bohuš Zakopal, divadelní herec (* 21. listopadu 1874)
- 09. října – Ladislav Ryšavý, překladatel z ruštiny (* 20. dubna 1880)
- 14. října – Břetislav Rérych, regionální vlastivědný pracovník a historik (* 31. července 1872)
- 15. října – Karel Marek, předlitavský ministr financí (* 2. března 1850)
- 16. října – Alois Baeran, československý politik německé národnosti (* 16. května 1872)
- 11. listopadu
  - Josef Redlich, poslední ministr financí Předlitavska (* 18. června 1869)
  - Jiří Sumín, (Amálie Vrbová), spisovatelka (* 9. října 1863)
- 17. listopadu – Ernestine Schumann-Heink, operní pěvkyně (kontraaltistka) původem z Libně (* 15. června 1861)
- 26. listopadu – Josef Luksch, sudetoněmecký statkář a politik (* 6. března 1862)
- 27. listopadu – Bertold Bretholz, německočeský historik (* 9. července 1862)
- 01. prosince – Jan Tenora, církevní historik (* 7. února 1863)
- 21. prosince – Ondřej Přikryl, lékař, básník, spisovatel a politik (* 26. listopadu 1862)
- 23. prosince – Karel Navrátil, novinář a hudební skladatel (* 24. dubna 1867)
- 24. prosince – Jan Herben, spisovatel a novinář (* 7. května 1857)
- ? – József Keresztury, československý politik maďarské národnosti (* 1870)

### Svět

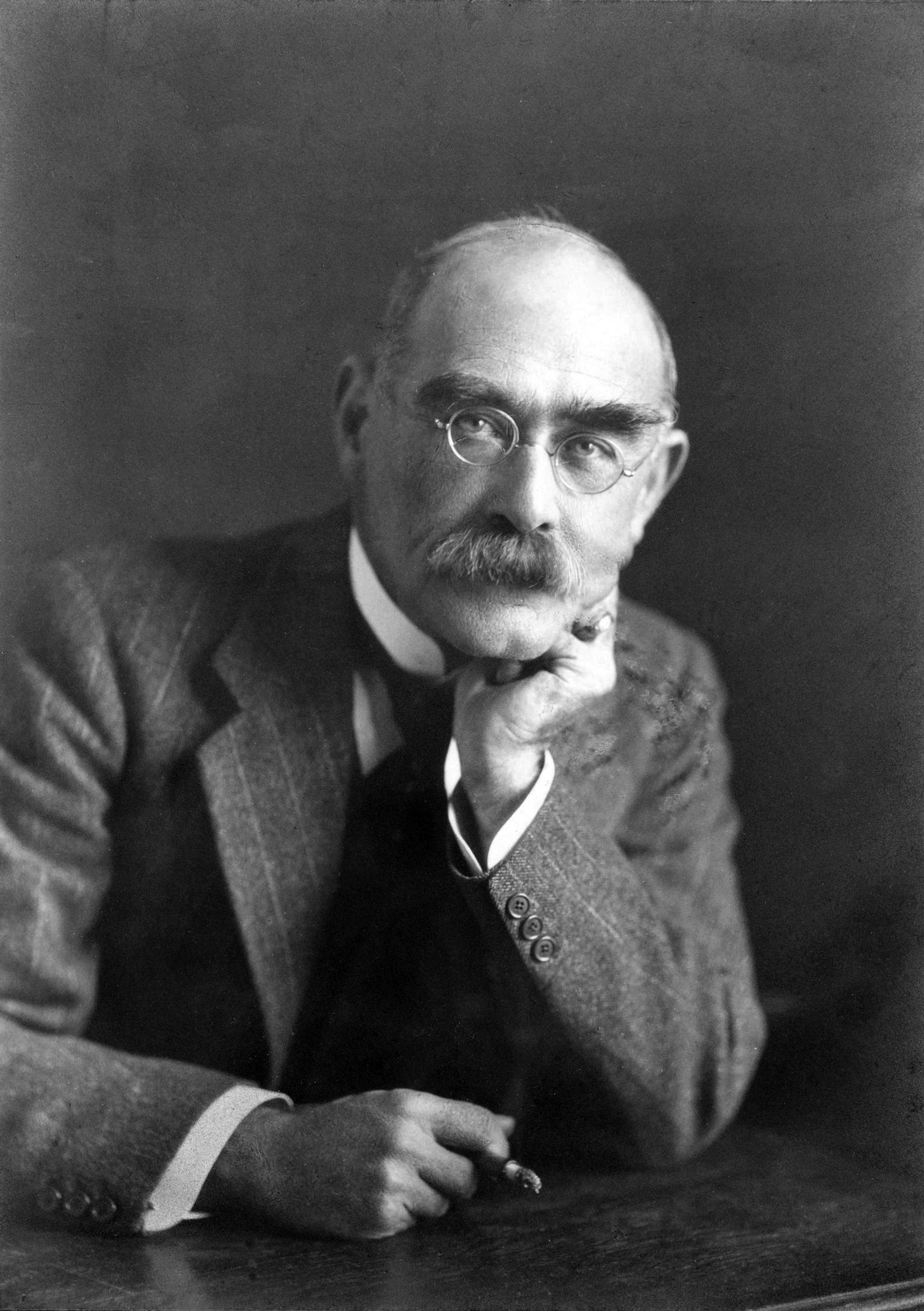
Rudyard Kipling († 18. leden)

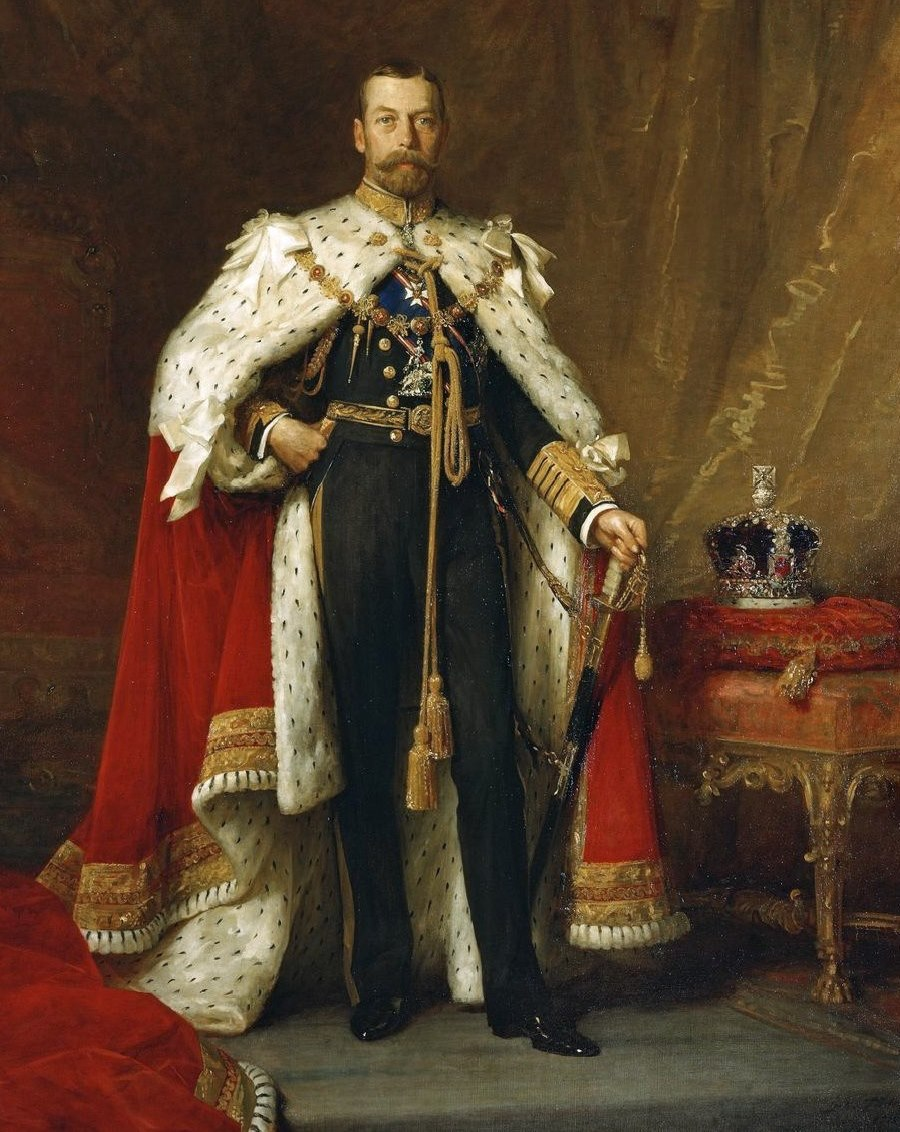
Jiří V. († 20. ledna)

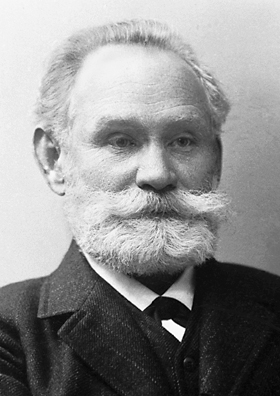
Ivan Petrovič Pavlov († 27. února)

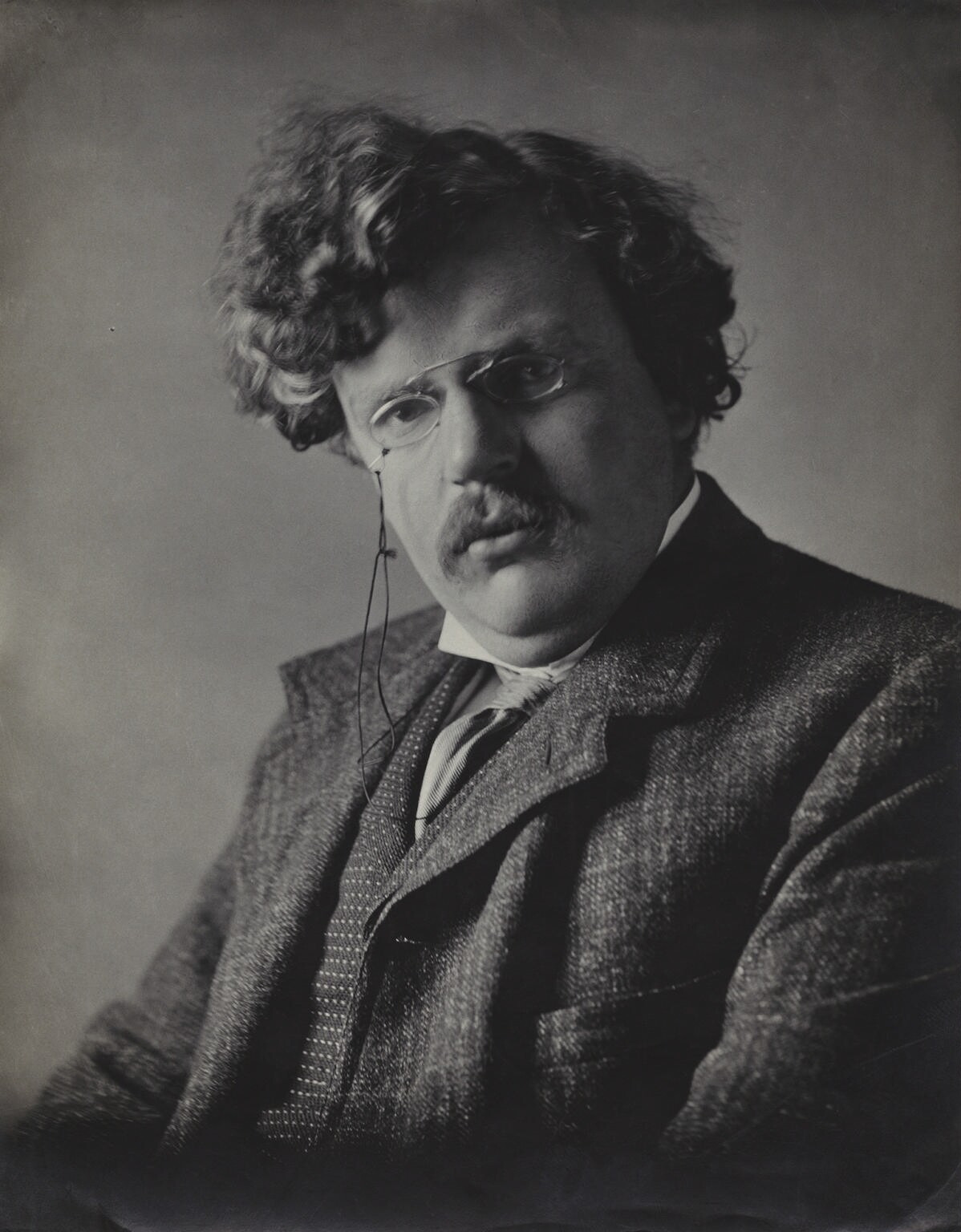
Gilbert Keith Chesterton († 14. června)

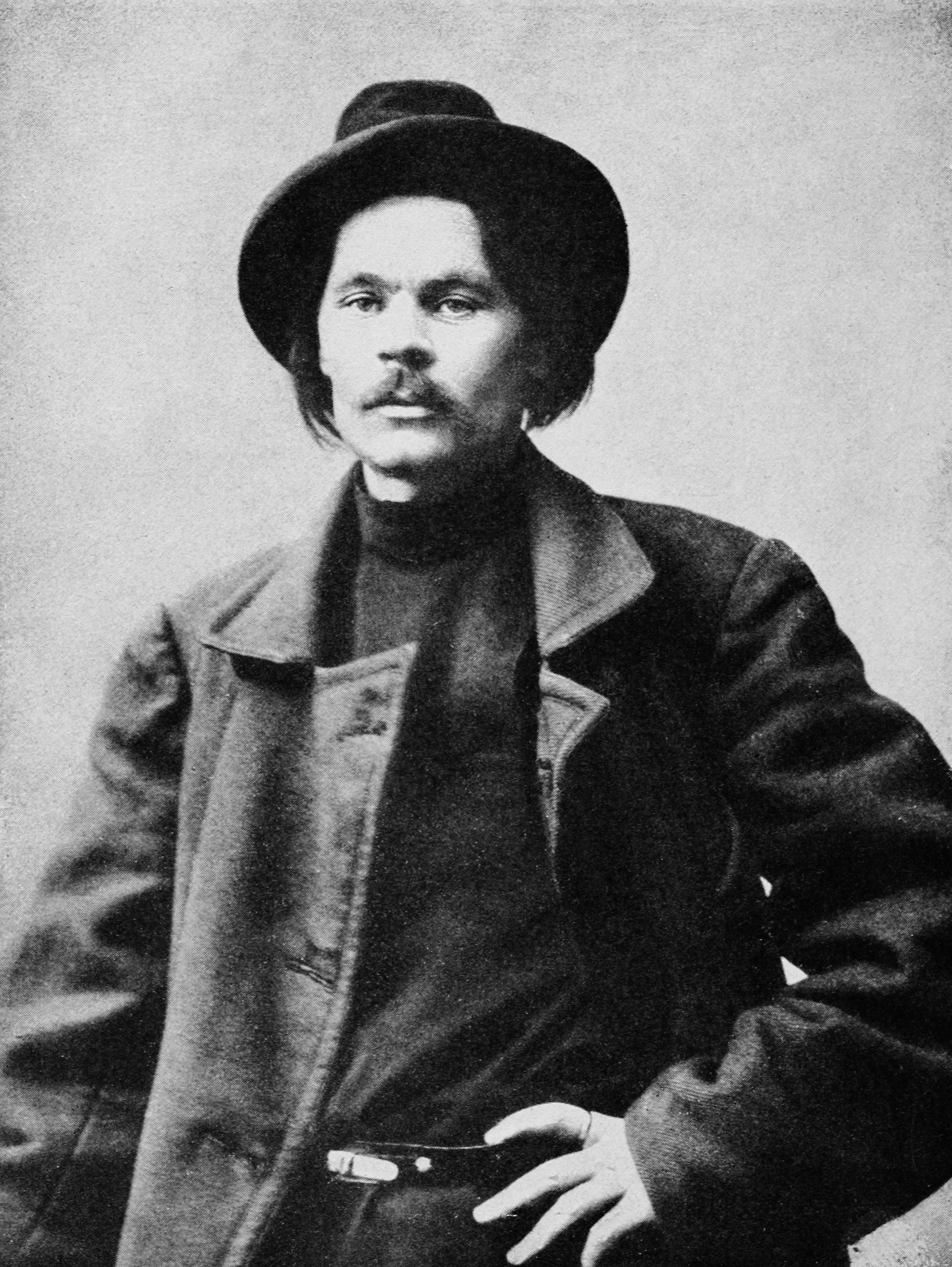
Maxim Gorkij († 18. červen)

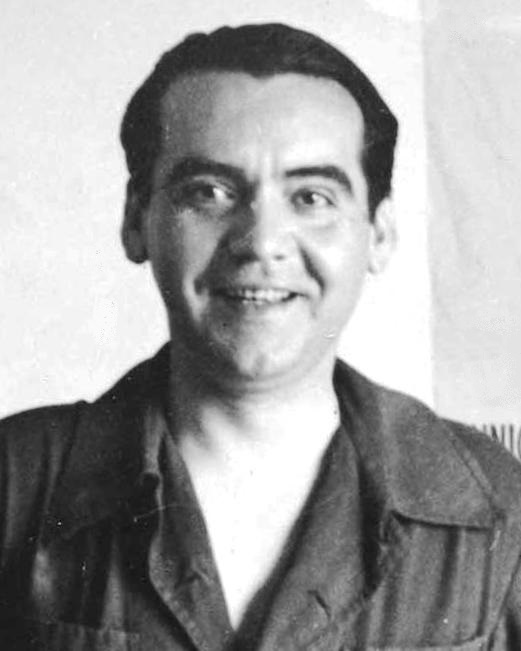
Federico García Lorca († 19. srpna)

- 04. ledna – James Churchward, britský okultní spisovatel a vynálezce (* 27. února 1851)
- 05. ledna – Ramón María del Valle-Inclán, španělský spisovatel (* 28. října 1866)
- 16. ledna
  - Oskar Barnack, průkopník fotografické techniky (* 1. listopadu 1879)
  - Albert Fish, americký sériový vrah (* 19. května 1870)
- 17. ledna – Mateiu Ion Caragiale, rumunský spisovatel (* 25. března 1885)
- 18. ledna – Rudyard Kipling, britský spisovatel, novinář a básník, nositel Nobelovy ceny (* 1865)
- 20. ledna – Jiří V., král Spojeného království Velké Británie a Irska (* 3. června 1865)
- 04. února – Wilhelm Gustloff, švýcarský nacista (* 30. ledna 1895)
- 06. února – Vladimír Roy, slovenský básník a překladatel (* 17. dubna 1885)
- 08. února – Charles Curtis, viceprezident USA (* 25. ledna 1860)
- 13. února – Johann Paul Karplus, rakouský neuropsycholog a psychiatr (* 25. října 1866)
- 14. února – Alexandr Gučkov, ministr války v ruské prozatímní vládě (* 26. října 1862)
- 27. února – Ivan Petrovič Pavlov, ruský lékař, držitel Nobelovy ceny za fyziologii nebo lékařství (1904) (* 26. září 1849)
- 28. února – Charles Nicolle, francouzský lékař, nositel Nobelovy ceny za fyziologii a medicínu (* 21. září 1866)
- 02. března – Viktorie Melita Sasko-Koburská, velkovévodkyně hesenská a ruská velkokněžna (* 25. listopadu 1876)
- 03. března – Reftarıdil Kadınefendi, druhá manželka osmanského sultána Murada V. (* 5. června 1838)
- 10. března – Marie-Joseph Lagrange, francouzský biblista (* 7. března 1855)
- 11. března – David Beatty, admirál britského královského námořnictva (* 17. ledna 1871)
- 18. března – Eleftherios Venizelos, předsedy vlády řeckého státu (* 23. srpna 1864)
- 21. března – Alexandr Glazunov, ruský hudební skladatel (* 10. srpna 1865)
- 26. března – Adolf II. ze Schaumburg-Lippe, posledním kníže německého knížectví Schaumburg-Lippe (* 23. ledna 1883)
- 08. dubna – Robert Bárány, rakouský fyziolog, nositel Nobelovy ceny (* 22. dubna 1876)
- 09. dubna – Ferdinand Tönnies, německý sociolog, ekonom a filozof (* 26. července 1855)
- 17. dubna – Imre Gábor Bekey, maďarský fotograf a speleolog (* ? 1872)
- 18. dubna – Ottorino Respighi, italský skladatel (* 9. července 1879)
- 27. dubna – Karl Pearson, britský matematik a filozof (* 27. března 1857)
- 28. dubna – Fuad I., egyptský král (* 26. března 1868)
- 02. května – Robert Michels, německý sociolog (* 9. ledna 1876)
- 08. května – Oswald Spengler, německý filozof a spisovatel (* 29. května 1880)
- 12. května – Peter Henry Emerson, britský fotograf (* 13. května 1856)
- 14. května – Edmund Allenby, britský maršál (* 23. dubna 1861)
- 16. května – Julius Schreck, první velitel SS (* 13. července 1898)
- 17. května – Nachum Sokolov, sionistický vůdce, spisovatel a překladatel (* 10. ledna 1859)
- 23. května – Henri de Régnier, francouzský básník a spisovatel (* 28. prosince 1864)
- 25. května – Ján Levoslav Bella, slovenský duchovní, varhaník, dirigent a hudební skladatel (* 4. září 1843)
- 27. května – Elsa Württemberská, princezna ze Schaumburg-Lippe (* 1. března 1876)
- 03. června – Walther Wever, německý generál, šéf říšského ministerstva letectví (* 11. listopadu 1887)
- 11. června – sebevražda Robert E. Howard, americký spisovatel (* 22. ledna 1906)
- 12. června
  - Montague Rhodes James, britský povídkář, paleograf a mediavelista (* 1. srpna 1862)
  - Karl Kraus, rakouský spisovatel (* 28. dubna 1874)
- 14. června – Gilbert Keith Chesterton, britský spisovatel (* 29. května 1874)
- 18. června – Maxim Gorkij, ruský spisovatel (* 28. března 1868)
- 22. června – Moritz Schlick, německý fyzik a filozof (* 14. dubna 1882)
- 28. června – Alexandr Berkman, rusko-americký anarchista (* 21. listopadu 1870)
- 02. července – Luisa Šlesvicko-Holštýnsko-Sonderbursko-Glücksburská, dánská šlechtična (* 6. ledna 1858)
- 03. července – Štefan Lux, slovenský novinář, herec, režisér a spisovatel (* 4. listopadu 1888)
- 07. července
  - Heinrich Hoerle, německý malíř (* 1. září 1895)
  - Georgij Vasiljevič Čičerin, sovětský lidový komisař pro zahraniční věci (* 24. listopadu 1872)
- 14. července – Dhan Gopal Mukerdží, indický spisovatel (* 6. července 1890)
- 21. července – Andreas Hinterstoisser, německý horolezec (* 3. října 1914)
- 23. července – Lluís Janer Riba, španělský kněz, mučedník, blahoslavený (* 4. března 1880)
- 25. července – Heinrich Rickert, německý filozof (* 25. května 1863)
- 28. července – Pedro Poveda Castroverde, španělský světec, mučedník (* 3. prosince 1874)
- 29. července – Joaquín Vilanova Camallonga, španělský kněz, mučedník a blahoslavený katolické církve (* 6. října 1888)
- 02. srpna – Louis Blériot, francouzský vynálezce, letecký konstruktér a podnikatel (* 1. července 1872)
- 03. srpna – Fulgence Bienvenüe, francouzský inženýr (* 27. ledna 1852)
- 08. srpna – Ceferino Gimenéz Malla, španělský mučedník, patron Romů (* 26. srpna 1861)
- 15. srpna – Grazia Deleddaová, italská spisovatelka (* 27. září 1871)
- 19. srpna – popraven Federico García Lorca, španělský básník a dramatik (* 5. června 1898)
- 22. srpna – Michail Tomskij, ruský bolševický vůdce (* 31. října 1880)
- 25. srpna
  - Grigorij Zinovjev, bolševický revolucionář, politik a jedna z obětí Stalinových čistek (* 23. září 1883)
  - Sergej Kameněv, sovětský vojenský velitel (* 16. dubna 1881)
  - Julius Tandler, rakouský lékař, politik a sociální reformátor moravského původu (* 16. února 1869)
- 28. srpna – Helena Meklenbursko-Střelická, sasko-altenburská princezna (* 16. ledna 1857)
- 30. srpna – Johann Loserth, rakouský historik (* 1. září 1846)
- srpen – Manuel Ciges Aparicio, španělský spisovatel (* 14. ledna 1873)
- 01. září – Isaac Puente, baskický lékař a anarchokomunista (* 3. července 1896)
- 15. září – Svetozar Pribićević, srbský politik (* 26. října 1875)
- 16. září – Karl Buresch, kancléř Rakouska (* 12. října 1878)
- 17. září – Henry Le Chatelier, francouzský chemik (* 8. října 1850)
- 18. září – Vasilij Ivanovič Němirovič-Dančenko, ruský spisovatel a žurnalista (* 5. ledna 1845)
- 21. září – Antoine Meillet, francouzský jazykovědec, indoevropeista a slavista (* 11. listopadu 1866)
- 23. září – Me'ir Dizengoff, starosta Tel Avivu (* 25. února 1861)
- 28. září – Robert Welch, irský fotograf (* 22. července 1859)
- 08. října
  - Prémčand, hindský spisovatel (* 31. července 1880)
  - Ahmet Tevfik Paša, osmanský státník a velkovezír (* 11. února 1845)
- 19. října – Lu Sün, čínský spisovatel (* 25. září 1881)
- 03. listopadu – Dezső Kosztolányi, maďarský spisovatel (* 29. března 1885)
- 20. listopadu
  - José Antonio Primo de Rivera, španělský politik a právník, zakladatel Falangy (* 24. dubna 1903)
  - Buenaventura Durruti, španělský anarchista (* 14. července 1896)
- 28. listopadu – Pedro Muñoz Seca, španělský dramatik (* 20. února 1881)
- 05. prosince – Oscar Wisting, norský námořník, polárník a objevitel (* 6. června 1871)
- 07. prosince – Vasyl Stefanyk, ukrajinský spisovatel (* 14. května 1871)
- 10. prosince – Luigi Pirandello, italský dramatik (* 28. června 1867)
- 16. prosince – Frank Eugene, americký malíř a fotograf (* 19. září 1865)
- 18. prosince – Andrija Mohorovičić, chorvatský seismolog a meteorolog (* 23. ledna 1857)
- 20. prosince – Elsa Einsteinová, manželka a sestřenice Alberta Einsteina (* 18. ledna 1876)
- 22. prosince – Nikolaj Ostrovskij, sovětský spisovatel (* 29. září 1904)
- 25. prosince – Carl Stumpf, německý filozof, psycholog a muzikolog (* 21. dubna 1848)
- 28. prosince – Nestor Lakoba, abchazský bolševický revolucionář (* 1. května 1893)
- 29. prosince – Robert Demachy, francouzský fotograf (* 7. července 1859)
- 30. prosince – Bedřich Rakousko-Těšínský, vrchní velitel rakouské armády (markýz Gero) (* 4. června 1856)
- 31. prosince – Miguel de Unamuno, španělský spisovatel a filozof (* 29. září 1864)
- ? – Joaquim de Vasconcelos, portugalský historik a kritik umění (* 1849)
- ? – John William Twycross, australský fotograf (* 1871)
- ? – Valeriano Orobón Fernández, španělský básník a revolucionář (* 1901)
- ? – Mevhibe Kadınefendi, první manželka osmanského sultána Murada V. (* 1844)

## Hlavy států
- Belgie – Leopold III. (1934–1951)

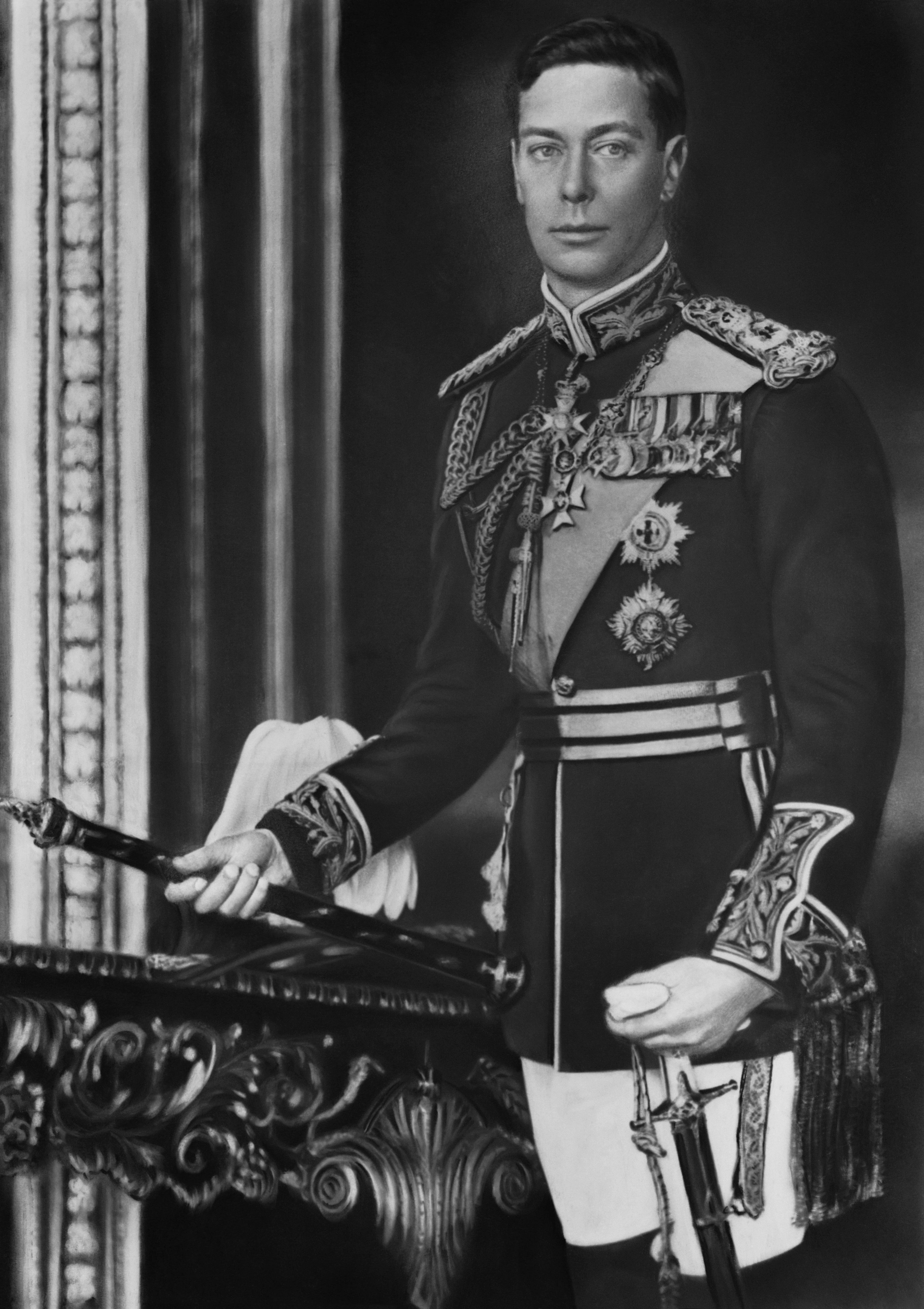
V roce 1936 nastoupil na trůn Jiří VI.

- Československo – Edvard Beneš (1935–1938)
- Dánsko – Kristián X. (1912–1947)
- Francie – Albert Lebrun (1932–1940)
- Itálie – Viktor Emanuel III. (1900–1946)
- Maďarsko – Miklós Horthy (1920–1944)
- Německo – Adolf Hitler (1934–1945)
- Nizozemsko – Vilemína Nizozemská (1890–1948)
- Polsko – Ignacy Mościcki (1926–1939)
- Portugalsko – Óscar Carmona (1926–1951)
- Rakousko – Wilhelm Miklas (1928–1938)
- Řecko – Jiří II. (1935–1947)
- Sovětský svaz – Josif Vissarionovič Stalin (1922–1953)
- Království Velké Británie – Jiří V. (1910–1936) / Eduard VIII. (1936) / Jiří VI. (1936–1952)
- Španělsko – Francisco Franco (1936–1975)
- Švédsko – Gustav V. (1907–1950)
- Japonsko – Hirohito (1926–1989)
- USA – Franklin Delano Roosevelt (1933–1945)
- Turecko – Mustafa Kemal Atatürk (1923–1938)
- Papež – Pius XI. (1929–1939)